# Bienertmühle

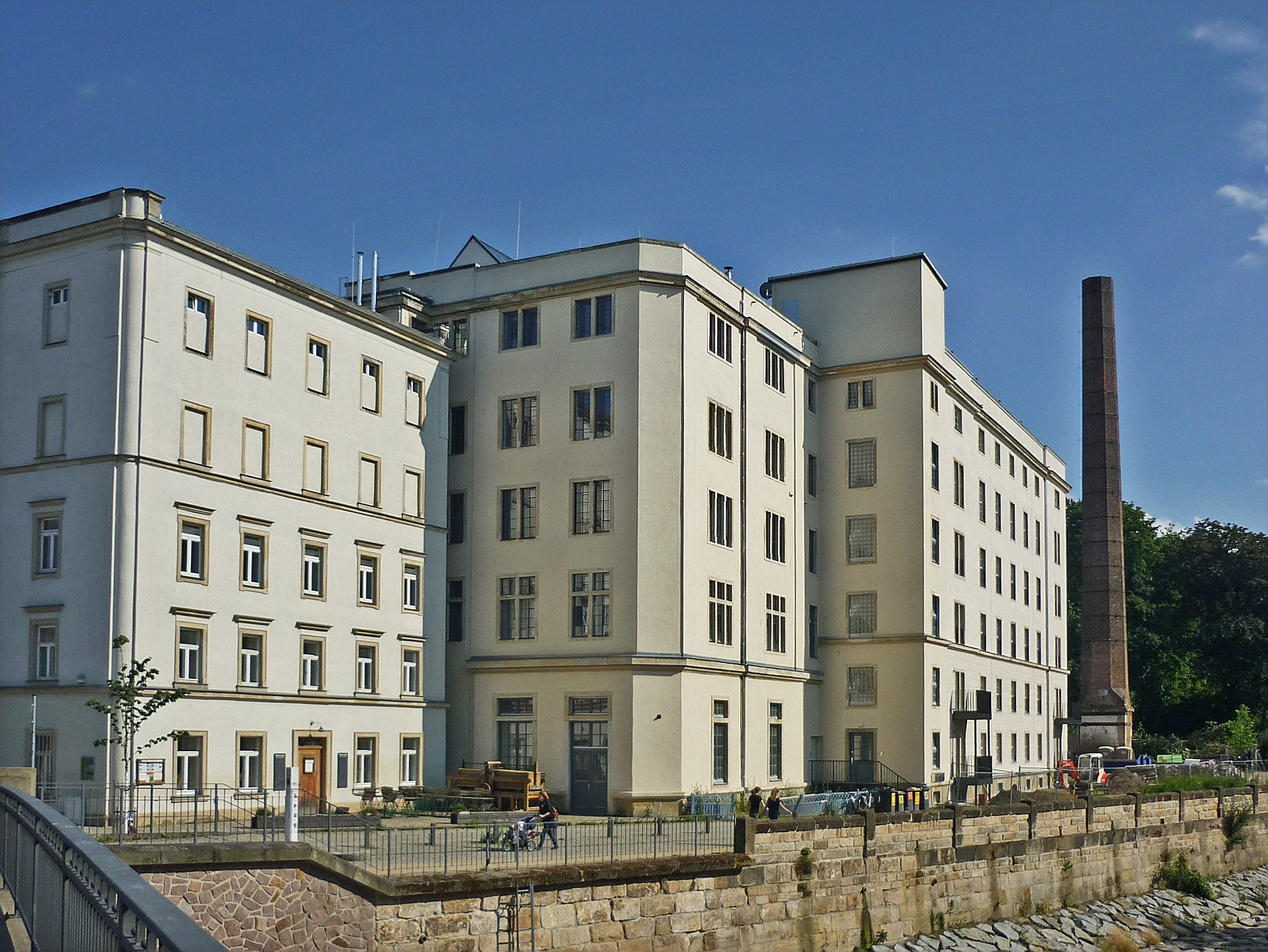
Bienertmühle im Sommer 2015

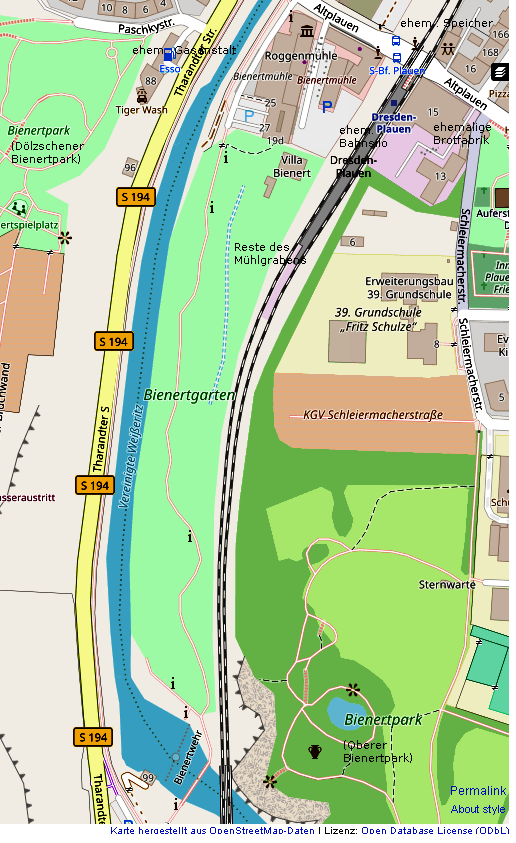
Lageplan der Bienertmühle in der Umgebung (2018)

Die Bienertmühle (oft auch als ehemalige Hofmühle bezeichnet) ist ein früherer Mühlenstandort im Dresdner Stadtteil Plauen an der Weißeritz. Die umgangssprachliche Bezeichnung der dort 1568 anstelle einer früheren Mühle errichteten Hofmühle erinnert an die Familie Bienert, deren Angehöriger Gottlieb Traugott Bienert die Anlage 1852 pachtete und 1872 erwarb. Drei Generationen lang blieb die Mühle im Besitz der Familie und wurde von ihr zum modernsten Mühlenstandort in Sachsen ausgebaut. Nach der Enteignung der Besitzer und Verstaatlichung des Betriebes im Jahr 1972 endete nach einem Brand 1990 der Mühlenbetrieb endgültig. 1991 wurde auch die sich dort befindende Brotfabrik geschlossen.
In einem Teil des Komplexes wurden 2006 das Museum Hofmühle Dresden und ein kleiner Mühlenladen mit einem Café eröffnet. Weitere Gebäude werden von verschiedenen Firmen genutzt. Große Teile der früheren Bienertmühle werden seit 2014 zu Loftwohnungen ausgebaut, eine (endgültige) Fertigstellung war für 2021 vorgesehen. Von 2015 bis 2018 wurde die zwischenzeitlich zu einer Ruine verfallene Villa der Familie Bienert saniert und in ihr wurden Eigentumswohnungen geschaffen.

## Vorgeschichte
Dass es im Dorf Plauen bei Dresden eine Mahlmühle für Getreide gab, ist seit 1366 belegt. Am 17. Mai dieses Jahres wurde im Zinsregister der Kreuzkapelle Dresden erstmals eine „mól … so zum Dorfe Plawen gehört und oberhalb Dorfs an der Wistericz gestanden“, also eine Mühle am heutigen Standort, verzeichnet. Etwa bis 1480 scheint diese Mühle mit einem, später zwei und vier Mahlgängen mit einer Brettschneide verbunden gewesen zu sein. Sie wurde etwa in dieser Zeit vom Dresdner Tuchmacherhandwerk gekauft und zur Walkmühle umgebaut. Hartnäckig geführte Grenzstreitigkeiten zwischen der Dresdner Tuchmacherinnung und der Gemeinde Plauen beschäftigten zwischen 1487 und 1528 mehrfach die herzoglichen Regierungen, so dass die Mühle historisch durchgängig belegbar ist. Im Jahr 1541 erscheint sie in einer Quelle als „Raths-Walkmühle, so am Mühlgraben ober dem Dorfe Plawen gelegen“.

## Kurfürstliche Hofmühle

### 1568–1643

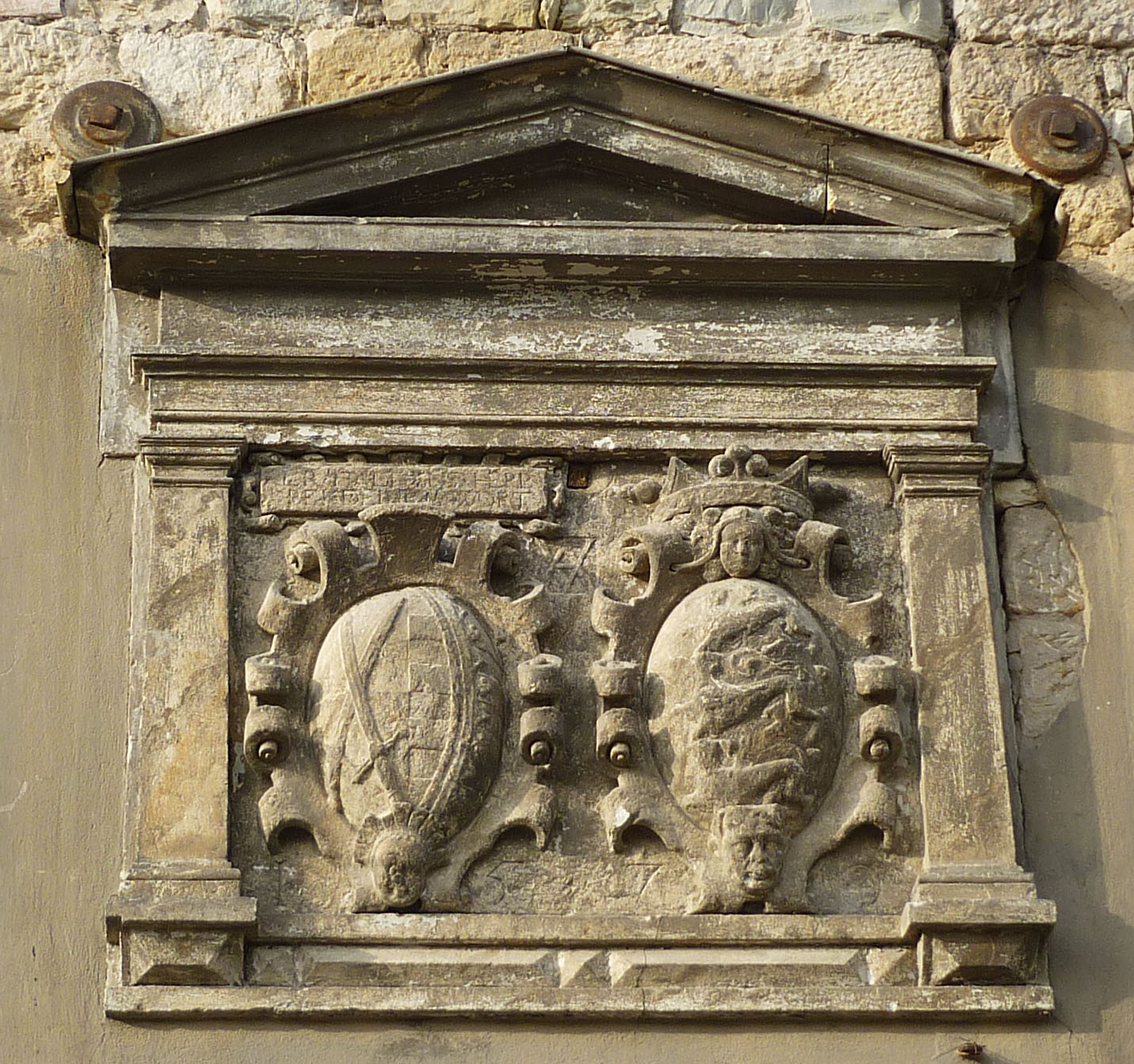
Kurfürstliches Doppelwappen von 1570 im Hof der Bienertmühle, unsaniert. Erkennbar ist noch das verschlungene Doppel-A zwischen den beiden Wappenschilden. (2011)

Der sächsische Kurfürst August kaufte 1568 die Walkmühle, um sie zu einer Getreidemühle umbauen zu lassen. Eine (neue) Walkmühle der Innung entstand mit dem seit etwa diesem Zeitpunkt nachweisbaren und in den 1970er Jahren endgültig beseitigten Walkmühlenwehr an der heutigen Hofmühlenstraße, südlich der Einmündung der heutigen Biedermannstraße. Im Folgejahr ließ der Kurfürst die gekaufte Mühle abreißen, verschiedene Parzellen zukaufen und mit einem Aufwand von 8336 Gulden bis 1571 eine Hofmühle „in fürstlicher Pracht“, das heißt mit 16 Mahlgängen, errichten. Es handelte sich dabei nicht um die einzige Hofmühle des Landes. 1521 war unter Herzog Georg dem Bärtigen am Weißeritzmühlgraben eine erste Hofmühle entstanden, unweit der Annenkirche gelegen und bis zu ihrer Schließung 1927 auch so bezeichnet.
Der erste Mühlmeister, Zacharias Zimmermann, ist für 1570 belegt. Um die Rentabilität der Mühle sicherzustellen, wurde mit Reskript am 6. April 1569 für 33 Dresdner Amtsdörfer (und 210 Mahlgäste) der Mahlzwang an dieser Mühle eingeführt, der 1661 auf 66 Gemeinden ausgedehnt wurde. Die beiden Mühlen der Brüder Matthes und Andreas Moyses, die nahe der nunmehrigen Hofmühle lagen, heute etwa längs der Agnes-Smedley-Straße, wurden abgerissen und die Brüder 1573 mit den beiden Amtsmühlen in Tharandt entschädigt. Der noch teilweise existierende Mühlgraben brachte für die Mühle ein nutzbares Gefälle von 7,6 Metern bei einer Wasserführung von im Mittel 2,5 Kubikmetern Wasser pro Sekunde.
An diese alte Hofmühle erinnert noch das kurfürstliche Wappen im Hof. Der Reliefstein, der zu den ältesten Einzeldenkmalen Dresdens gehört, zeigt links die Kurschwerter mit der sächsischen Raute, rechts drei Löwen unter einer Krone. Letztere entstammen dem dänischen Reichswappen und verweisen auf Kurfürstin Anna, die Ehefrau Augusts, die als Förderin der Landwirtschaft maßgeblich an der wirtschaftlichen Entwicklung Sachsens beteiligt war. Zwischen den Wappen sind zwei verschlungene Monogramme mit dem Buchstaben A dargestellt, die an beide an den Schirmherren der Mühle erinnern. Seit der Sanierung der Bienertmühle nach 2011 sind sie allerdings fast nicht mehr zu erkennen.
Für die Bauern hatte der Mahlzwang durchaus auch Vorteile, denn einerseits führte der Mühlgraben der Hofmühle fast immer genügend Wasser, andererseits war der Müller verpflichtet, angefahrenes Getreide zu vermahlen und er erhielt dafür einen festgesetzten Preis (Lohnmüllerei): Dieser war zunächst eine Metze von jedem Scheffel Mehl (16 Metzen ergaben einen Scheffel) und wurde 1640 für die Hofmühle auf den vierten Teil erhöht. Aus etwa anhaltender Notlage in den Dörfern konnte er keinen zusätzlichen Gewinn herausschlagen.

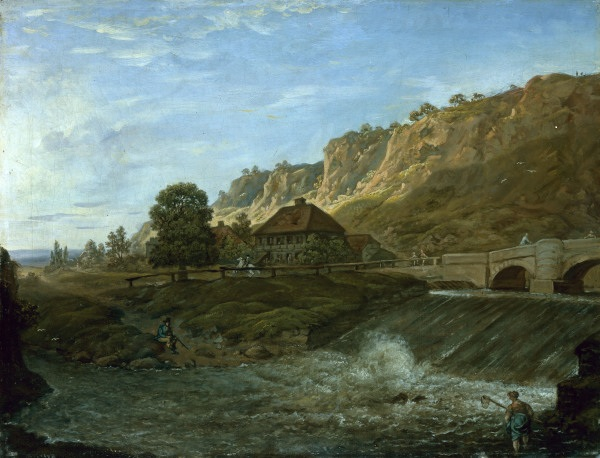
Das Hofmühlenwehr (heute: Bienertwehr) auf einem Ölgemälde von Anton Graff (1805). Oberhalb des Wehrüberlaufes, direkt links neben der Hegereiterbrücke ist der Floßrechen des Mühlgrabeneinlaufes zu erkennen.

Da die Bauern weite Anfahrwege in Kauf nehmen mussten, erhielt der Hofmühlen-Pächter zusätzlich das Ausschank-Privileg, musste dafür jedoch jährlich eine Anzahl von Schweinen an den Hof liefern. Im Jahr 1578 wurde eine Schmiede direkt neben der Mühle errichtet (1878 abgebrochen). Der mangelhafte Zustand der Zufahrtswege, insbesondere für die „Gebürgischen Bauern“, führte zu regelmäßigen Klagen und Beschwerden. Häufige Besitzerwechsel und Hochwasserschäden ab 1593 sind ebenfalls verzeichnet. Zahlreiche Hofmühlenpächter sind allerdings auch als Förderer des Dorfes Plauen aufgeführt; so stiftete etwa der „hofmuller“ Peter Junghans 1617 den noch heute in der Auferstehungskirche befindlichen Taufstein, um 1700 der Hofmühlen-Pächter Gottlob Gäbler den Altar (mit Ausnahme des Altarbildes, das von 1859 ist). Auch der Pächter Johann Friedrich Wahl (gestorben 1769) ist als Förderer der Gemeinde bekannt geworden.

### 1643–1852
Von kriegerischen Einwirkungen blieb die Hofmühle nicht verschont. Im Dreißigjährigen Krieg hatte General Piccolomini 1643 die Stadt Freiberg entsetzt, sammelte seine 16.000 Mann starke Truppen um Dresden und wählte als Hauptquartier das Dorf Plauen und seine Umgebung. Er selbst wohnte von Ende Februar bis 10. März 1643 in der Hofmühle.
Während des Großen Nordischen Krieges zogen die Schweden Mitte September 1706 vor Dresden und setzten sich in Plauen fest, wobei die Hofmühle ihr Hauptquartier wurde. Sie beschlagnahmten das dort lagernde und für die Dresdner Bürger bestimmte Mehl, requirierten das dort lagernde Korn und ließen es für sich ausmahlen. Die dafür nicht benötigten Räder der Mühle wurden zerstört. Nur durch den Ende September in Kraft getretenen Waffenstillstand, der zum Frieden von Altranstädt führte, wurde noch größerer Schaden abgewendet.
1809 sowie 1813 (Schlacht um Dresden) litt der damalige Pächter unter den napoleonischen Kämpfen um Dresden.

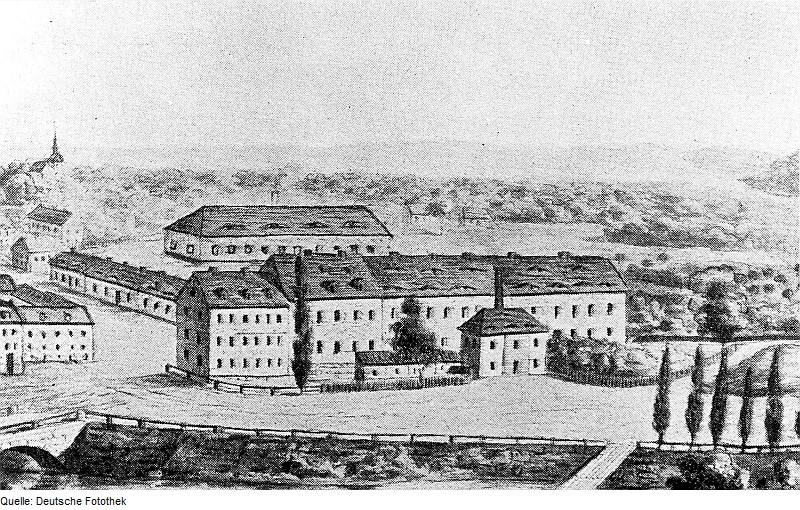
Die Bienertmühle um 1825. Hinter der Mühle befindet sich das Hegersche Gut (später Standort der Bienertschen Brotfabrik), das einstöckige Gebäude in der Mitte ist die 1818 in Betrieb genommene Ölmühle, das rechts davon angebaute Gebäude das Wohnhaus des Hofmüllers.

Die Hofmühle war besonders durch die 1747 errichtete Königsmühle sowie durch die 1726 bis 1728 erbaute Neumühle oberhalb der Hofmühle (beides ebenfalls kurfürstliche Mühlen, die Neumühle wie die Hofmühle mit 16 Mahlgängen) trotz des Mahlzwanges verstärkter Konkurrenz ausgesetzt. Sie wurde 1776 umgebaut, erhielt zur Weißeritz zu eine Frontlänge von 92 Ellen (rund 50 Meter) und durchgängig zwei „Gestocke“ (Geschosse). Die Gebäude links und rechts des Mühlgrabens wurden durch Brandgiebel feuersicher gemacht. Anstelle der Brettschneide folgte 1818 eine Ölmühle mit 16 Paar Stampfen als Anbau an die Bienertmühle, um die Rentabilität sicherzustellen. Der Antrieb der Ölmühle zweigte innerhalb der Hofmühle ab und reduzierte die verfügbaren Wasserräder von 16 auf 14.
Die Aufhebung bzw. Ablösung des Mahlzwangs zwischen 1840 und 1850 (in diesem Jahr für die letzten Grundstücksbesitzer in Plauen selbst) bildete eine tiefgreifende Zäsur. Der damalige Pächter Raetzsch war dadurch und durch feinere Mehle, mit denen österreichische Mühlen den sächsischen Markt zu erobern suchten, so wenig leistungsfähig geworden, dass er Mühe hatte, statt der geforderten 7000 Taler Jahrespacht wenigstens 3000 Taler aufzubringen. Deshalb stand 1851 eine neue Pachtvergabe an, die Gottlieb Traugott Bienert nach Trennung von anderen, zum Teil selbst aufgebauten, Unternehmungen (darunter der Brettmühle in Radeberg, der Pacht der Obermühle (Grundmühle Jessen) im Liebethaler Grund sowie einer Bäckerei in der Radeberger Vorstadt) für sich entschied. Ab dem 1. Mai 1852 übernahm er pachtweise die inzwischen verwahrloste, teils verfallene Mühle, die nurmehr acht Leute beschäftigte und von deren ursprünglich 16 Mühlrädern nur noch vier in Betrieb waren.

## Bienertmühle

### 1852–1900

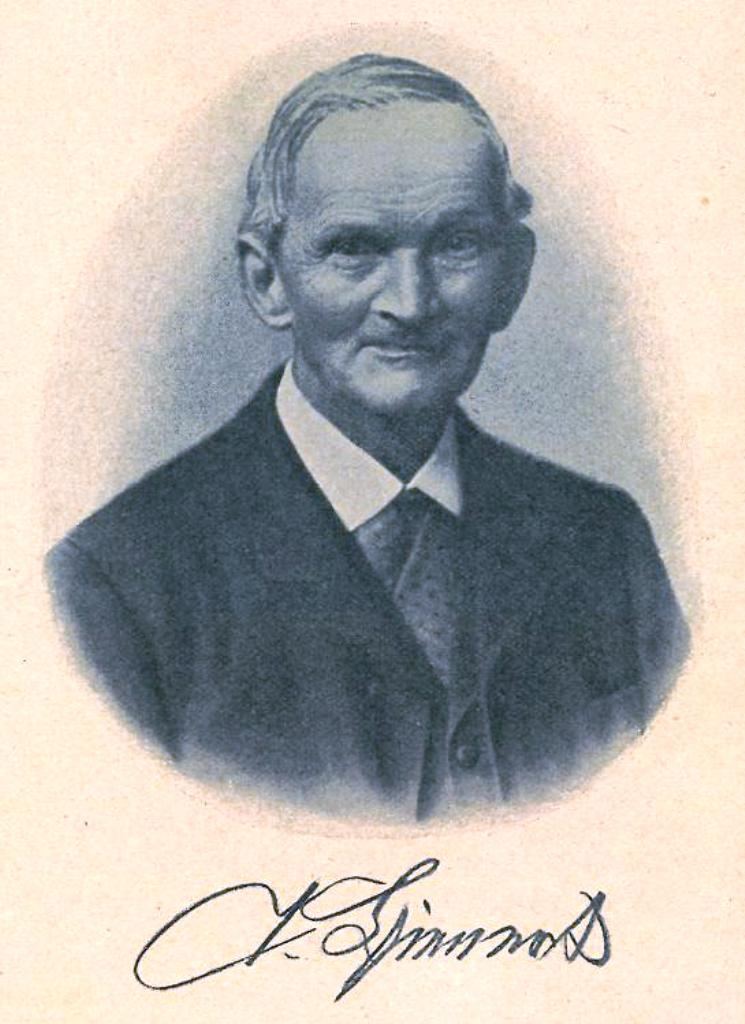
Gottlieb Traugott Bienert (1813–1894), Aufnahme von 1890

Bienerts Tatendrang verwandelte die Hofmühle von Grund auf. Dies erweiterte sich noch einmal ab 1872, als er nach 20 Jahren „in verbissener Arbeit“ (Zitat von Bienert) die Hofmühle dem sächsischen Fiskus abkaufte und sie nunmehr endgültig von einem veralteten Handwerksbetrieb in einen modernen (für seine Zeit mustergültigen) Industriebetrieb umwandelte. Dazu unternahm Bienert mehrere Fortbildungsreisen nach Frankreich, Belgien, Österreich und Ungarn sowie in die Schweiz, um die für die damalige Zeit fortschrittlichsten Technologien und die damit gemachten Erfahrungen kennenzulernen. Neben Bienerts Mut zu gesundem Risiko ist als Schlüssel zum Erfolg sein betriebswirtschaftlicher Grundsatz zu nennen: „Die Höhe der Produktion wird nur durch die Nachfrage, nicht durch die Leistungsfähigkeit der Maschinenanlage bestimmt; Herstellung tadelloser Qualitäten, nicht billige Massenerzeugung wird erstrebt“.
Bienert errichtete 1853 die erste Bäckerei mit zunächst drei Öfen mit Steinkohlenfeuerung und rotierenden Herden in der Bienertmühle. Dies war ein erster und erheblicher Schritt weg von der bisherigen hier betriebenen Lohnmüllerei (die dem Müller lediglich Mehlanteile beließ) hin zum Brottausch, den Bienert bereits 1847 in seiner Mühle und Bäckerei in Eschdorf eingeführt hatte: Die Bauern, die ihr Korn abgaben, erhielten sofort eine der Abgabe entsprechende Menge Brot. Das hatte für die Bauern den Vorteil, von der eigenen Arbeit des Backens entlastet zu werden, sie konnten überdies zeitnah die Mühle wieder verlassen (mussten also nicht warten, bis ihr Getreide vermahlen war) und Bienert wiederum ersparte sich die Verpflichtung zur Beköstigung der Wartenden. Für diese Innovation hatte er 1849 die „Silberne Verdienstmedaille für Landwirtschaft“ erhalten und setzte dies auch an der Hofmühle sofort um. Die Bäckerei allerdings befand sich jedoch zunächst, anders als nach 1866, nördlich der Straße Altplauen (diese Häuser wurden 1938 beim Bau des Getreidesilos abgerissen).
Bereits 1853 ersetzte er die Wasserräder durch einen Wasserturbinenantrieb mit Hilfe zunächst einer Girard-Turbine, die zu einem späteren Zeitpunkt durch eine weitere ergänzt wurde. Beider Leistung gaben die Bienerts 1897 mit 70 und 110 e. P. S., das heißt „an der Welle“ an. Gleichfalls führte er in diesem Jahr die österreichische Hochmüllerei mit ihrem permanenten Sichten (das heißt Absieben) ein und sammelte ebenfalls neue Erfahrungen. Im Jahr 1854 wurde die erste Bolandsche Knetmaschine für die Bäckerei eingeführt. Ebenfalls baute Bienert im östlichen Teil des Grundstücks Silos, die nach dem Bau der Albertsbahn nach 1855 mit einem Gleisanschluss versehen wurden. Auf diese Weise konnte angekauftes Getreide neben dem der Anfuhr der Bauern kontinuierlich vermahlen und anschließend verbacken werden: Aus der Bienertmühle wurde auf diese Weise eine Handelsmühle.
Um von der jahres- und zum Teil tageszeitlich schwankenden Wasserführung der Weißeritz unabhängig zu werden, baute Bienert 1858 das erste Dampfmaschinenhaus nördlich der Ölmühle und führte damit den Dampfbetrieb für die Mühle ein, der allerdings zunächst nur als Ergänzung für den Wasserkraftantrieb gedacht war. Im Jahr 1861 folgte die Einführung des hydraulischen Ölpressenbetriebes für die Ölmühle. Die Leistungsfähigkeit der Ölmühle, die vor allem Raps- (Rüb-) und Leinöl erzeugte, wurde auch dadurch von täglich 1,25 Tonnen Saat 1852 auf 15 Tonnen gesteigert. Allerdings brauchte Bienert als Pächter dafür immer wieder die Genehmigung des Fiskus.
Traugott Bienert errichtete 1863 auf dem benachbarten Grundstück eine Villa für sich und seine Familie, deren markantester Punkt eine große Uhr im zur Hofmühle zeigenden Giebel war. Der weitere Teil des Grundstücks, das sich längs des Mühlgrabens bis zum Hegereiterhaus nahe der Hegereiterbrücke ausdehnte, wurde als Garten angelegt.
Im Jahr 1866 kaufte Bienert das östlich angrenzende Hegersche Gut. Während die Gutsgebäude zunächst (bis 1912) noch erhalten blieben und nunmehr als Bäckerei genutzt wurden, wurde im Hof ein Mehlspeicher angelegt, der als Boden- und Silospeicher weiter ausgebaut wurde und mit einer Transportbrücke mit der Bäckerei auf dem Hofmühlengrundstück verbunden war. Nach Hochlegung der Bahnstrecke Dresden–Werdau in diesem Bereich (1923–1927) wurde an seiner Stelle ein Tunnel als Verbindung zwischen beiden Grundstücken angelegt.
Nach 20-jähriger Arbeit sah sich Bienert am 1. Mai 1872 im Stande, die Hofmühle für 150.000 Taler zu kaufen. Für ihn war damit der Weg zu weiteren Investitionen frei. Im Jahr darauf baute er südlich neben der Ölmühle ein zweites Dampfkraftwerk (dessen Schornstein ist noch erhalten und steht unter Denkmalschutz), in einem der Hofmühle gehörenden Gebäude richtete die Reichspost ebenfalls 1873 eine Ortspostanstalt ein, im Folgejahr eine Telegraphenstation. Im Jahr 1874 errichtete Bienert die erste Gasanstalt für die bessere Beleuchtung der Mühle in den Nachtstunden (Paschky-/Ecke Tharandter Straße, bis Anfang der 2020er Jahre Standort einer Tankstelle, heute Grünfläche), die ebenfalls Gas für die Straßenbeleuchtung der Dorfgemeinde Plauen lieferte (erstmals angeschaltet am 19. Oktober 1874). Im Jahr 1875 folgte eine Telegraphenstation, die auch öffentlich zugänglich war, 1875/1876 baute er ein eigenes Wasserwerk und ließ Trinkwasserleitungen für die Mühle und die Gemeinde Plauen legen. Der dafür erforderliche Hochbehälter ist heute oberhalb einer Kleingartenanlage an der Schleiermacherstraße in Richtung des Hohen Steins, wenngleich ruinös, noch vorhanden.
Im Jahr 1877 gelang der Gemeinde Plauen, die Beschleusung neu zu regeln und mit der Stadt Dresden die Einleitung sämtlicher Abwässer (also auch die der Bienertmühle) über die Hauptschleuse Falkenstraße (im Folgejahr in Zwickauer Straße umbenannt) vertraglich zu vereinbaren. Bienert beteiligte sich an den Verhandlungen und übernahm auch finanzielle Verpflichtungen der Gemeinde, damit diese ihren vertraglichen Pflichten gegenüber der Stadt Dresden nachkommen konnte (sogenannter „Falkenstraßen-Unterstützungsfonds“).
Bienert führte 1878 die Walzenmüllerei ein. Im gleichen Jahr ließ er einen nördlichen Kopfbau an der Hofmühle als „Verkaufs-, Wohn- und Betriebsgebäude“ errichten, der nur einmal, im Jahre 1901, nennenswerte Veränderungen erfuhr. Hier befand sich auch die Küche für die Arbeiter der Mühle, die täglich 160 Essensportionen bereitstellte. Seitdem wurde das Gebäude bis 1991 nahezu unverändert betrieben und auch in den Jahren danach sind Zerstörungen weitgehend ausgeblieben. In ihm hat das Museum Hofmühle Dresden heute seinen Sitz. Im Jahr 1880 folgten der Abriss der alten Ölmühle und der Bau eines vierstöckigen Gebäudes vom erwähnten Kopfbau an westlich des Mühlgrabens als Weizenmühle. Der Mühlgraben seinerseits wurde überwölbt und nahm die neue Ölmühle und die Getreidewäscherei auf, der alte Bauwerksteil wurde zur Roggenmühle. Traugott Bienert machte 1881 schließlich seine beiden Söhne Theodor (1857–1935) und Erwin Bienert (1859–1930) zu Teilhabern, übergab ihnen 1885 endgültig die Geschäftsführung und zog in seine Villa in der Radeberger Vorstadt.
Im Jahr 1895 folgte als technische Neuerung die Einführung des rotierenden Backherdes mit Steinkohlenfeuerung. Zum 25-jährigen Erwerb der Mühle und drei Jahre nach dem Tod des Gründers gaben Theodor und Erwin Bienert 1897 eine Festschrift heraus, die u. a. die Leistungsfähigkeit der Mühle und der Bäckerei belegte. Zur Mühle gehörten nunmehr eine Weizen- und eine Roggenmühle, eine Ölfabrik mit Ölraffinerie und eine Bäckerei mit zehn Backöfen, weiterhin ein Magazin für 1000 Tonnen und ein Silospeicher für 500 Tonnen Getreide. Die Bienerts bezifferten die Jahresmahlleistung der Mühle für 1896 auf rund 24.850 Tonnen Weizen, 9.150 Tonnen Roggen, 375 Tonnen Mais, 1.885 Tonnen Raps und 1.440 Tonnen Lein, die in ihr verarbeitet wurden. Im Jahr 1897 gehörten 269 Arbeiter und Angestellte zur Mühle.
„Bienerts soziales und kommunales Engagement war für die damalige Zeit geradezu avantgardistisch.“ (C. Müller) So gab er seinen Arbeitern und Angestellten die Chance, einen gewissen Wohlstand aufzubauen. Er richtete für sie bereits 1855 eine Sparkasse mit günstigen Zinssätzen ein, später folgten eine Witwenkasse, eine Krankenkasse (mehr als zehn Jahre vor der Bismarckschen Sozialgesetzgebung), 1883 eine noch heute existierende und damals so genannte „Kinderbewahranstalt“ (Kindergarten, Nöthnitzer Str. 4) und 1887 eine Pensions- und Unterstützungskasse, die auch nach der Einführung der gesetzlichen Rentenversicherung (1891) als Betriebliche Altersversorgung weiter bestehen blieb. Eine unternehmenseigene Küche bereitete täglich 160 Essensportionen zu, im genannten Kopfbau waren einfache Backwaren (hauptsächlich den Qualitäts-Standards nicht genügende Produkte der Bienert-Brotfabrik) zu ermäßigten Preisen und Getränke für die Arbeiter erhältlich, etwaige Defizite aus deren Betrieb wiederum übernahm das Bienertsche Unternehmen. Selbst um die Geselligkeit im Unternehmen kümmerte er sich – so gab es einen Bienertschen Männergesangsverein und jährlich ein kulturell umrahmtes Betriebsfest zusammen mit der Leitung. Dennoch betrug die tägliche Arbeitszeit für die Müller wie in anderen Mühlen der damaligen Zeit (mindestens) 12 Stunden.
Sein kommunales Engagement – u. a. Trinkwasserversorgung, öffentliche Gasbeleuchtung, Regelung der Abwasserprobleme, erster Kindergarten – wurde ergänzt durch mehrere Stiftungen z. B. für Schulbücher und Lehrmittel, die kostenfreie Bereitstellung von Bauplätzen für neue Schulen und den Neubau des Rathauses, die Finanzierung von Glocken und teilweise oder gänzliche Übernahme der Kosten von Orgelreparaturen oder Orgelneubauten in der Auferstehungskirche. Waisenkinder aus Plauen und seinem Geburtsort Eschdorf erhielten zur Konfirmation jeweils ein Sparbuch mit fünfhundert Mark geschenkt, das wurde bis zum Beginn des Ersten Weltkrieges beibehalten.

### 1900–1945

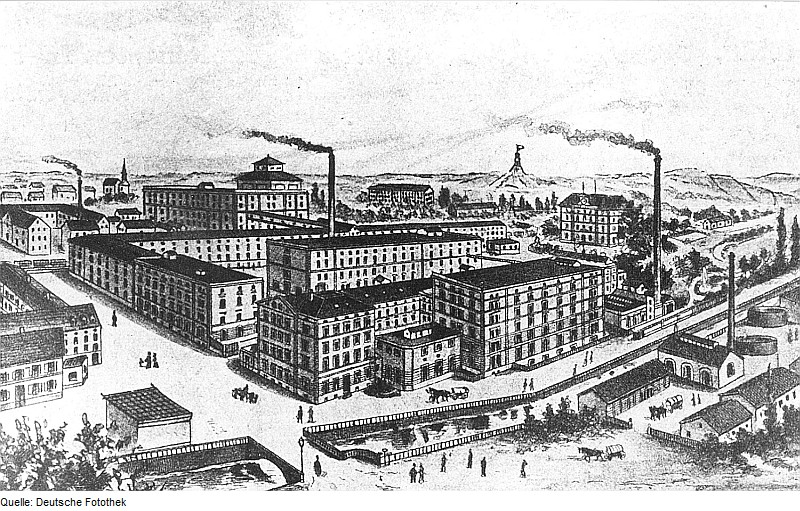
Das Gesamtareal der Bienertmühle von 1907 (leicht idealisierte Darstellung). Vorn rechts die Gasanstalt kurz vor ihrem Abbruch

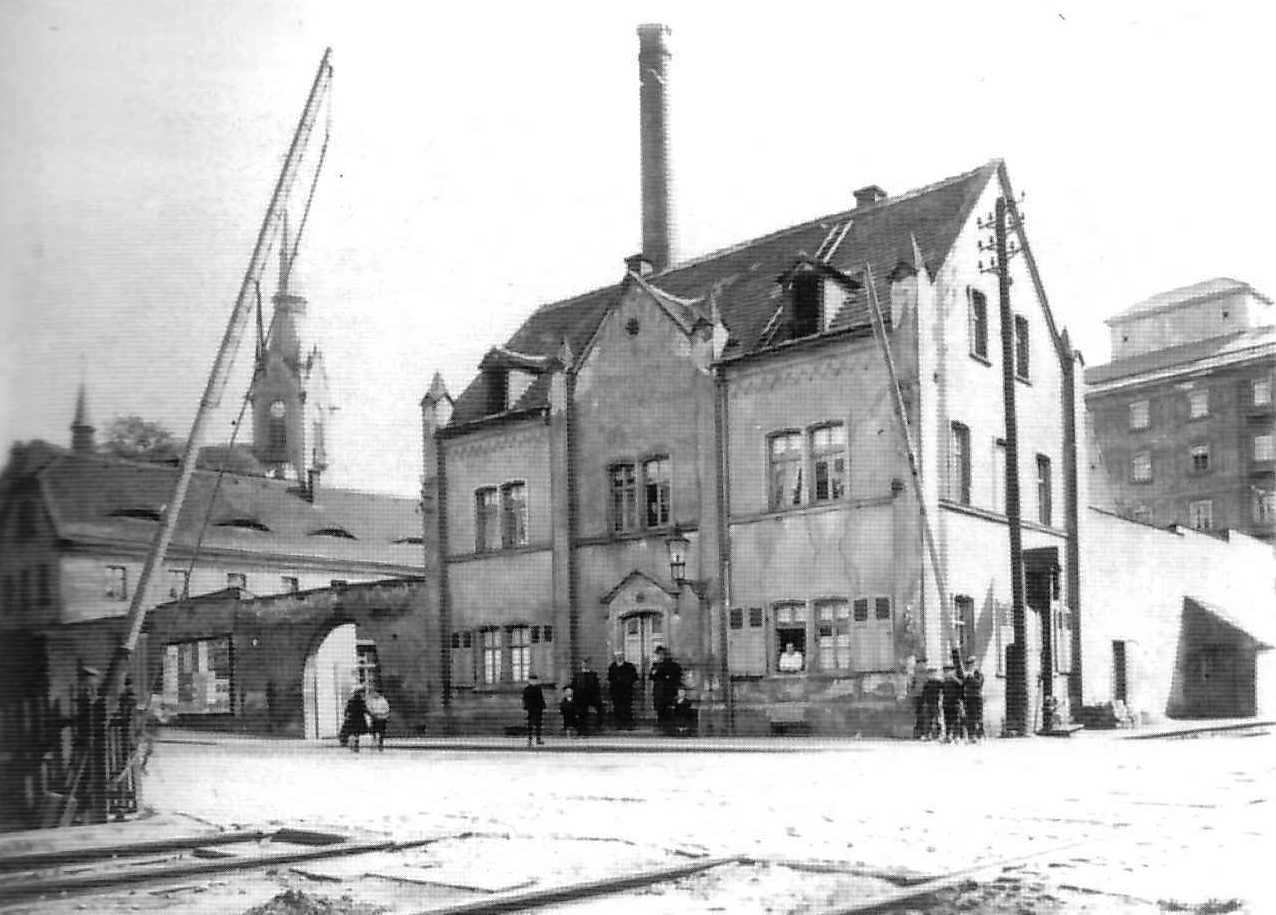
Bienertsche Brotfabrik (ehemaliges Hegersches Gut). Links im Hintergrund der Turm der Auferstehungskirche, rechts im Hintergrund am Bildrand der alte Silobau. Die Bahnstrecke Dresden–Werdau führt ebenerdig über die Straße Altplauen

Auf dem Abschnitt Dresden–Freital der Bahnstrecke Dresden–Werdau verursachten um 1900 durch den anwachsenden Straßen- und Schienenverkehr die zahlreichen niveaugleichen Kreuzungen immer mehr Probleme. Daher wurde ab 1901 geplant, die Bahnstrecke höher zu legen und viergleisig auszubauen, um die Bahnübergänge zu beseitigen und die Leistungsfähigkeit zu steigern. Um 1910 wurde der Abschnitt Dresden Hbf–Dresden-Plauen viergleisig ausgebaut. Für den Standort der Bienertmühle bedeuteten diese Planungen aber, dass die Erweiterungsmöglichkeiten nunmehr eingeschränkt waren. Die Bienert-Brüder planten ab diesem Zeitpunkt einen Mühlenneubau im Bereich des Hafens, da sehr viel Getreide (insbesondere Hartweizen) auf dem Wasserweg angeliefert wurde.
Im Jahr 1902 wurde der Straßenbahnbetrieb auf der Plauenschen Grundbahn aufgenommen, die zwischen Altplauen und dem damaligen Bahnhof Plauen auf der Potschappler Straße (später als „Alte Dresdner Straße“ bezeichnet) rechts der Weißeritz, entlang der Bienertmühle und nach einem scharfen Bogen über die Hegereiterbrücke verlief (bis 1921, danach Verlegung links der Weißeritz). Das war Anlass für Theodor Bienert, der die Bienertsche Villa bewohnte – Erwin Bienert wohnte in der Bienertvilla südwestlich der Kreuzung Würzburger-/ Kaitzer Straße (heute zur Technischen Universität Dresden gehörend) –, den Bienertgarten grundlegend umzugestalten. Dafür gewann er den Gartenbauarchitekten Max Bertram, der diesen mit Grotten, Brunnen und einer Laube, die an das Hochplauensche Wasserhaus angebaut wurde, ausstattete und umgestaltete. Die Höherlegung der Potschappler Straße im Bereich des Mühlgrabeneinlaufs nutzten die Bienerts, um das noch heute  vorhandene Hofmühlenwehr von 1569 unterhalb der Hegereiterbrücke zu erneuern und den Wassereinlauf in den Mühlgraben neu zu gestalten (der Schlussstein T. B. 1902 ist am ursprünglichen Ort zu sehen). Der Garten erhielt eine schmiedeeiserne Einfriedung, nach Verlegung der Straße auf das linke Weißeritzufer wurde sie teilweise bis zum Fluss verlängert (teilweise noch vorhanden) und die Durchgänge wurden für die Öffentlichkeit geschlossen.

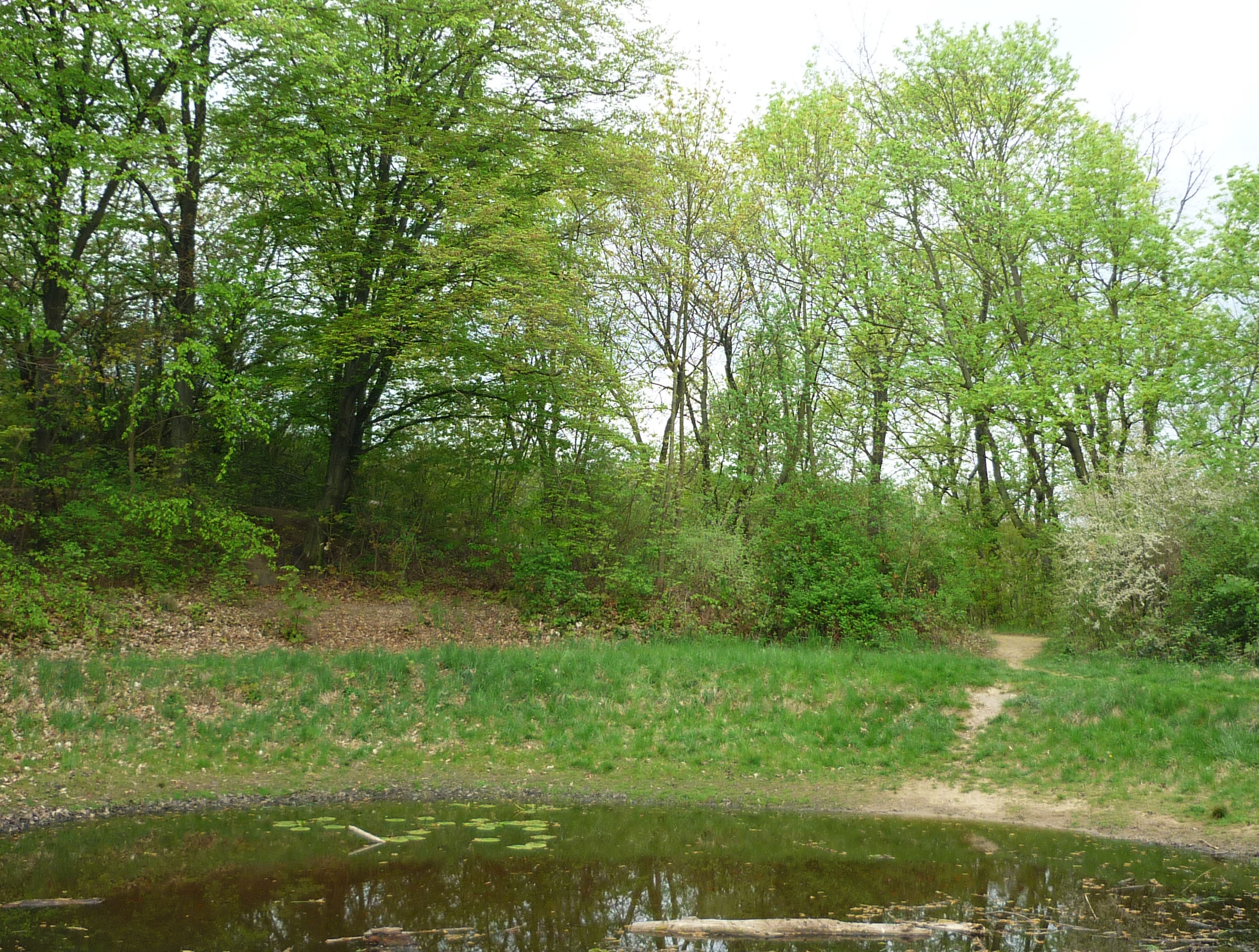
Ehemaliger Löschwasserteich im Oberen Bienertpark nach der Renaturierung (2015). Er bestand bis in die 2000er Jahre aus einer Betonwanne, die bis in Höhe des umlaufenden Weges reichte.

Am 1. Januar 1903 wurde Plauen nach Dresden eingemeindet. In diesem Zusammenhang verkauften die Bienerts das Gaswerk für 900.000 Reichsmark und das Wasserwerk für 450.000 Reichsmark an die Stadt Dresden. Nach der Eingemeindung von Plauen nach Dresden war für das Löschwesen nunmehr die Feuerwehr Dresden zuständig. Im Zuge der Verbesserung des Brandschutzes und auf Grund der Tatsache, dass der nunmehrige Stadtteil keine eigene Feuerwache mehr hatte, musste in die Mühle eine Sprinkleranlage eingebaut werden. Um die nötige Wassermenge und den benötigten Druck vorzuhalten, wurde am Hohen Stein ein Löschwasserteich angelegt.
Um diesen und das umliegende Areal jedoch entsprechend auszugestalten, auch als Ersatz für den für die Öffentlichkeit nicht mehr zugänglichen Bienertgarten, stiftete Erwin Bienert 80.000 Quadratmeter Land sowie 30.000 Reichsmark zur Anlage eines Parks („Oberer Bienertpark“) mit einer Bastion („Forsthausbastion“) als Aussichtspunkt. Im Jahr 1906 wurde dieser für die Öffentlichkeit freigegeben. Nach Schließung der Mühle wurde in den 2000er Jahren der Löschwasserteich, der sich zu einer Gefahr entwickelt hatte, entfernt und das Areal renaturiert.
Nach der Schließung des Ratssteinbruches in diesem Bereich und nach Abbau der Gasanstalt wurde wiederum auf diesem Areal ab 1905 ein weiterer Bienertpark angelegt („Dölzschener Bienertpark“), für den ebenfalls der Gartenarchitekt Max Bertram die Planungen verantwortete. Für diese Anlage stiftete Theodor Bienert 40.000 Reichsmark. Beide Bienertparks wurden 2006 aus EFRE-Mitteln saniert und der Dölzschner Bienertpark nach den ursprünglichen Plänen von Bertram erweitert. Ein Gebäudeteil längs der Weißeritz wurde 1907 erneut erweitert und um vier Geschosse aufgestockt. Er nahm nunmehr das Maschinenhaus der Bienertmühle auf.

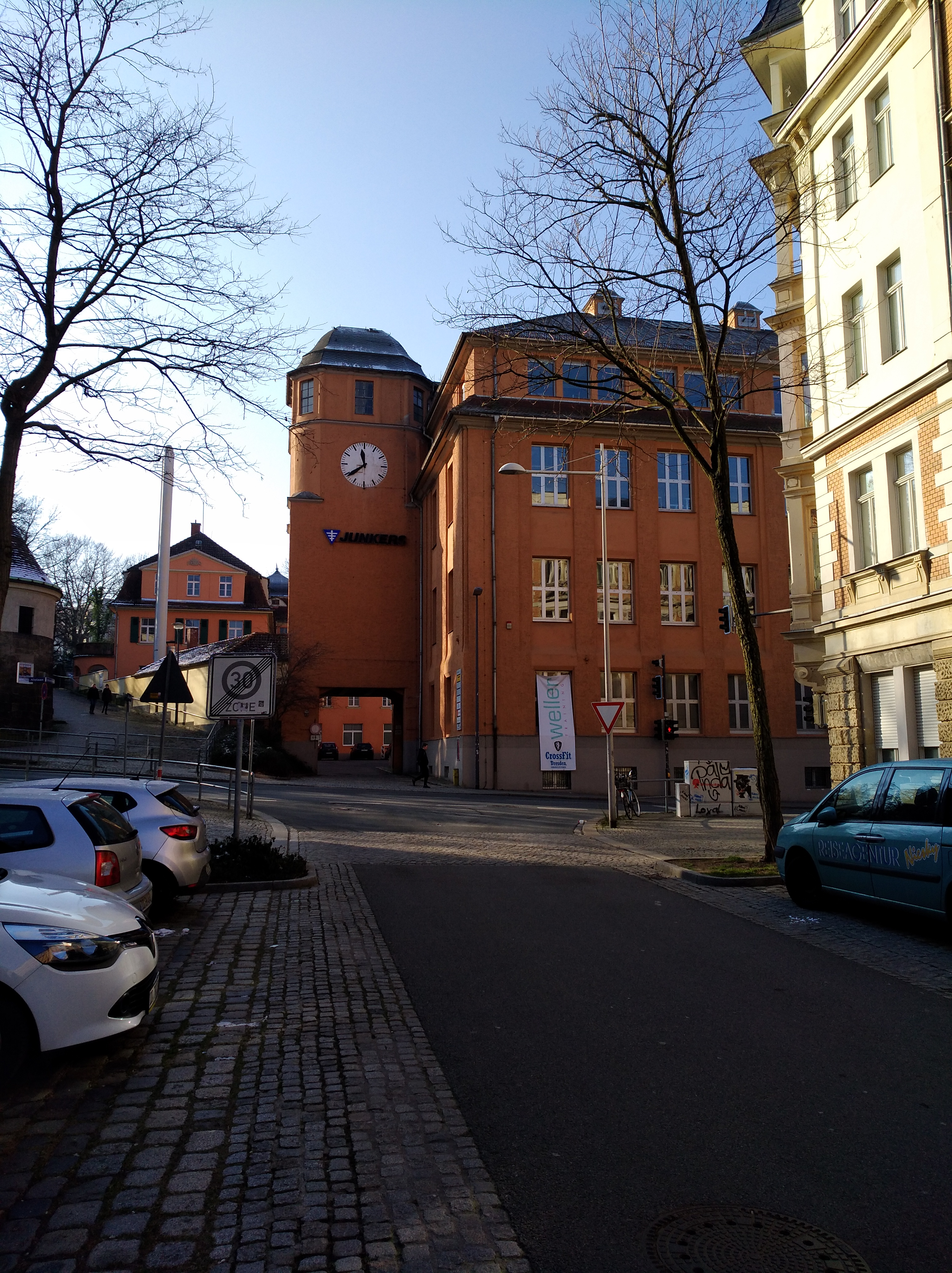
Ehemalige Brotfabrik der Bienert-Mühle, sanierter Uhrturm von 1915

Im Jahr 1913 wurde mit der Hafenmühle in der Dresdner Friedrichstadt der zweite Betriebsteil eröffnet. Danach errichteten die Bienerts in Plauen eine moderne Großbäckerei auf dem Gelände des ehemaligen „Hegerschen Gutes“ östlich der Eisenbahnstrecke. Für deren Bau mussten ein Teil der alten Mühlengebäude sowie die Wohnhäuser Altplauen Nr. 11–15, die ebenfalls zum ehemaligen Hegerschen Gut gehörten, abgerissen werden. Das markante Gebäude mit dem in der Achse der Zwickauer Straße stehenden Uhrturm entstand von 1913 bis 1918 am Aufgang zur Schleiermacherstraße in Stahlbetonbauweise. Es erhielt mehrere Backofenräume, Brotsäle sowie Lager und Remisen für den Fuhrpark des Betriebes. Architekt war Carl Schümichen, die Bauausführung übernahmen die im Stadtteil Plauen ansässige Firma Gebrüder Fichtner und das Betonbauunternehmen Dyckerhoff & Widmann.
Der Erste Weltkrieg stoppte zunächst den Erfolgskurs der Mühle. Der Import von Getreide war fast zum Erliegen gekommen, viele Arbeiter wurden eingezogen. Sie „mussten durch betriebsfremde, zum Teil wenig geeignete Personen ersetzt werden“, wie es in den Aufzeichnungen des späteren Chefingenieurs der Bienert-Mühlen, W. Arndt, heißt.
1915 wurde das Nachtbackverbot eingeführt, durch das zwischen sieben Uhr abends und sieben Uhr morgens nicht gebacken werden durfte. Für den nunmehrigen Zwei-Schicht-Betrieb der Brotfabrik wurde das bis dahin geltende Zwölf-Stunden-Schicht-System ersetzt durch eines mit jeweils acht Stunden Arbeitszeit.
Nach dem Ersten Weltkrieg gingen die politischen Veränderungen auch an den Bienert-Mühlen nicht spurlos vorüber, obwohl der Name Bienert von Anfang an auch für soziales Engagement stand. Die Bienerts hätten, wie es in einem Bericht heißt, „von jeher das wärmste Mitgefühl für ihre Arbeitnehmer gehabt und sind immer bestrebt gewesen, ihnen in allen Notlagen beizustehen.“ Trotzdem legten auch die Arbeiter der Bienertschen Mühlen in der Novemberrevolution 1918 die Arbeit nieder, als überall gestreikt wurde. In den Mühlen hatte man dabei ein Feindbild: Hofrat Johannes Alfred Pleißner (1854–1945), Prokurist und Oberingenieur, der einerseits einen groben Umgangston pflegte, anderseits auf größte Genauigkeit Wert legte. Allerdings war Pleißner auch der Mann, der als Bahnbrecher in Sachen moderne Technik gelobt wurde. Dennoch war generell die Streiklust in den Bienertschen Mühlen nie so ausgeprägt wie es beispielsweise in der Dresdner Metallbranche der Fall war.

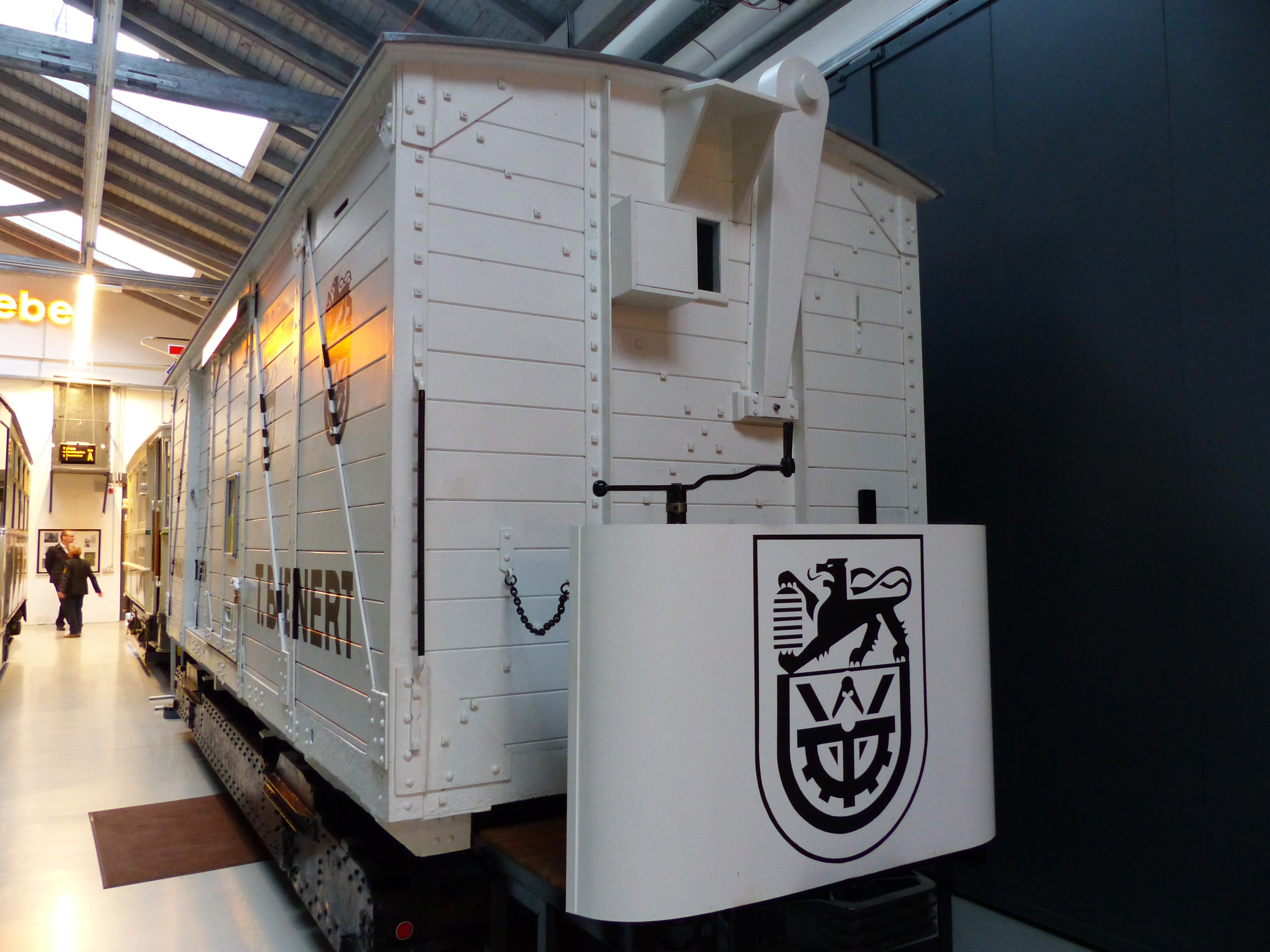
Einer der Bienert-Transportwagen, gebaut 1921, im Straßenbahnmuseum Dresden (2015)

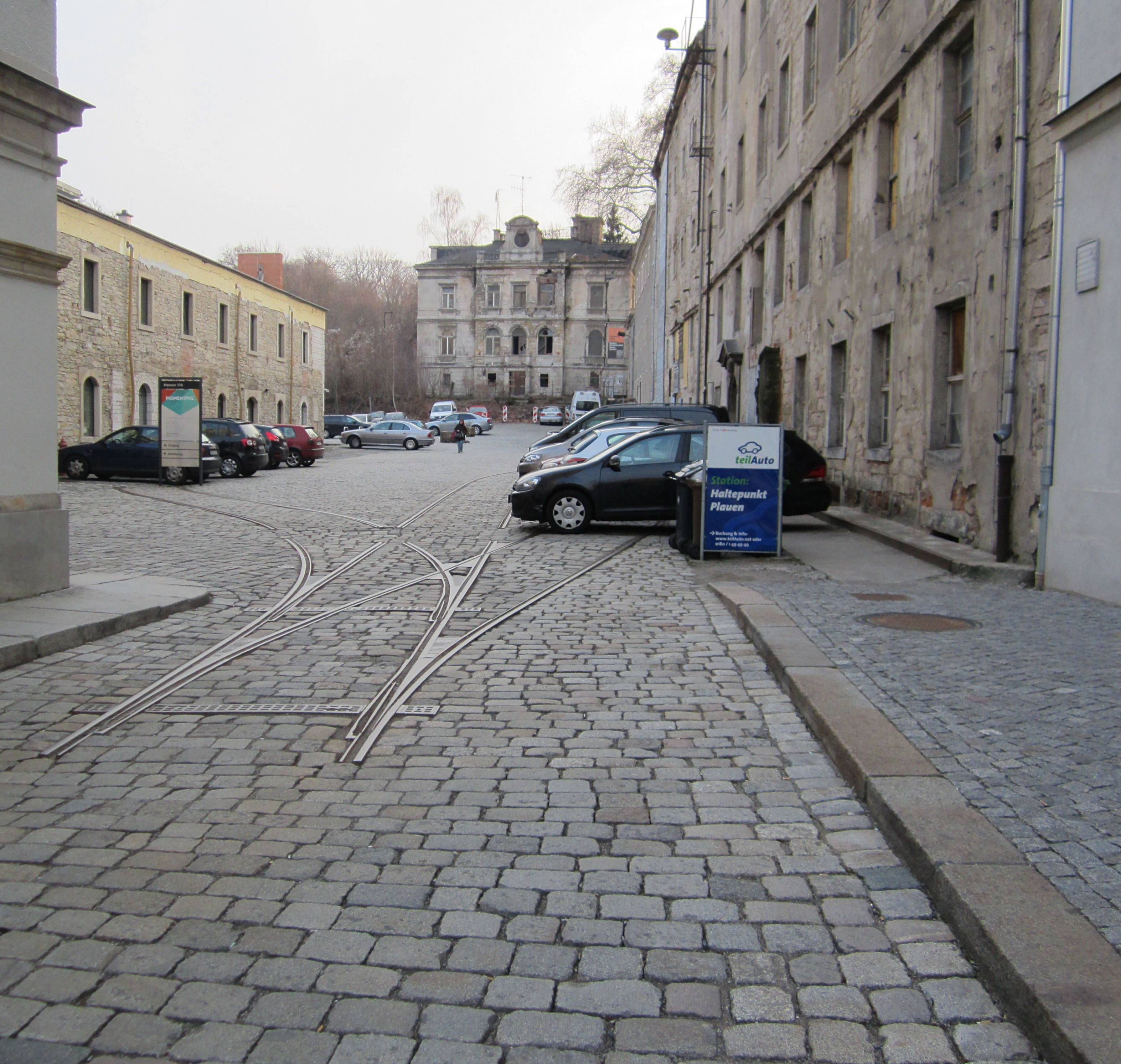
Gleisreste des Straßenbahnanschlusses in der Bienertmühle

Im Jahr 1923 begannen die Arbeiten zur Höherlegung der Bahntrasse im Bereich des Dorfes Plauen, die 1927 abgeschlossen waren. Dies führte die Bienerts dazu, die Transporte zwischen den beiden Mühlen, die bis dahin den Transport mit Pferdefuhrwerken und zeitraubende Überführungsfahrten mit der Eisenbahn bedeuteten, neu zu organisieren. Im gleichen Jahr wurden daher Straßenbahngleise in die Höfe sowohl der Bienertmühle als auch der Brotfabrik eingelegt (wie auch ein Anschluss von der Magdeburger Straße in die Hafenmühle) und die Transporte wurden ab diesem Zeitpunkt auch mit Straßenbahngüterbeiwagen abgewickelt. Die Dresdner Straßenbahn nahm 1926 einen umgebauten Gütertrieb- und drei umgebaute Güterbeiwagen in Dienst, die ausschließlich den Getreide- und Mehltransporten zwischen den beiden Mühlen bzw. auch der Brotfabrik dienten und jeweils für 15 Tonnen Ladung zugelassen waren. Diese Transporte mit Straßenbahnfahrzeugen mit ihrer markanten weißen Lackierung und dem Bienertschen Schriftzug wurden bis Anfang der 1960er Jahre beibehalten. Von der Straße Altplauen aus befand sich unmittelbar hinter der Brücke über die Weißeritz die Einfahrt in den Hof der Bienertmühle, die noch heute mit Gleisresten sichtbar ist, unmittelbar nach der Eisenbahnbrücke zweigte jenes in die Brotfabrik ab. Hier wurden die Gleisreste im Wesentlichen in den 1990er Jahren entfernt, sind jedoch im Hof noch mit kurzen Gleisstücken vorhanden.
Der Wagenkasten eines der drei Beiwagen, der des 1921 gebauten und für diese Transporte 1926 umgebauten Bienert-Beiwagens 3301 (Nummer nach dem Nummernplan von 1947), blieb ab 1965 im Gelände des Betriebshofes Coswig als Fahrradschuppen erhalten. Mitglieder des Straßenbahnmuseums Dresden bargen ihn 1996 bei der Auflösung des Betriebshofes und arbeiteten ihn bis 2007 auf. Er ist rollfähig und gehört zum Bestand der Museumsfahrzeuge des Straßenbahnmuseums Dresden.
Nach Abschluss der Höherlegung der Eisenbahntrasse wurde 1928 ein Bahnsilo an den nun hochliegenden Anschlussgleisen angebaut. Die Weizenmühle wurde 1936 erweitert („Neue Weizenmühle“). Im Zeitraum 1938/1939 entstand der Silobau mit einer Lagerkapazität von 5000 Tonnen nördlich der Straße Altplauen (2012 abgerissen). Das waren, mit Ausnahme des Abrisses des Bahnsilos nach 1945, die letzten äußeren Veränderungen bis 1990. Im Jahr 1925 wurde in der Brotfabrik eine „Versuchsbacklinie“ eingerichtet, die bis zum Ende der Brotfabrik existierte und die der Qualitätssicherung bzw. -verbesserung diente.
Im Dezember 1927 übernahm die nächste Familiengeneration das Unternehmen: Die Brüder Erwin und Theodor Bienert übergaben die Geschäftsführung an Friedrich Bienert (1891–1969), einen Enkel des Gründers und Sohn von Erwin Bienert und dessen Frau Ida, sowie an Dr. Franz Herschel, einen Schwiegersohn von Theodor Bienert. Beide waren schon vorher im Unternehmen tätig gewesen. Während allerdings Friedrich Bienert, der zu diesem Zeitpunkt noch (bis 1930) mit Gret Palucca verheiratet war, der Deutschen Demokratischen Partei angehörte und sowohl die der KPD nahestehende Rote Hilfe Deutschlands als auch die „Gesellschaft der Freunde des neuen Russland“ unterstützte, war sein Cousin Franz Herschel bereits zu diesem Zeitpunkt ein aktives Mitglied der NSDAP und wurde auf Grund seines Auftretens hinter vorgehaltener Hand von den Arbeitern als „Herrenreiter“ tituliert. 1934 wurden beide Betriebsführer des Bienertschen Unternehmens.
In den Luftangriffen auf Dresden hielten sich die Zerstörungen an der Mühle und der Brotfabrik in Grenzen. Dokumentiert sind von den Angriffen des 13. – 15. Februar 1945 der Treffer einer Luftmine im sogenannten „Hochhaus“ (so wurde das Bahnsilo von 1928 bezeichnet), der die zwei obersten Geschosse erheblich beschädigte, ein Bombentreffer in der Brotfabrik, der den achten Backofen und Deckenfelder zerstörte, sowie Luftdruckschäden im Bereich von Kesselanlagen, Generatoren und Mahlwerken. Der Bericht von W. Arndt kommt zum Schluss: „Die wichtigsten Betriebsteile … blieben im wesentlichen unverletzt.“ Ein Arbeiter kam ums Leben. Nach den Angaben von W. Arndt arbeitete zumindest die Brotfabrik bis annähernd zum Ende des Krieges weiter.

### 1945–1990

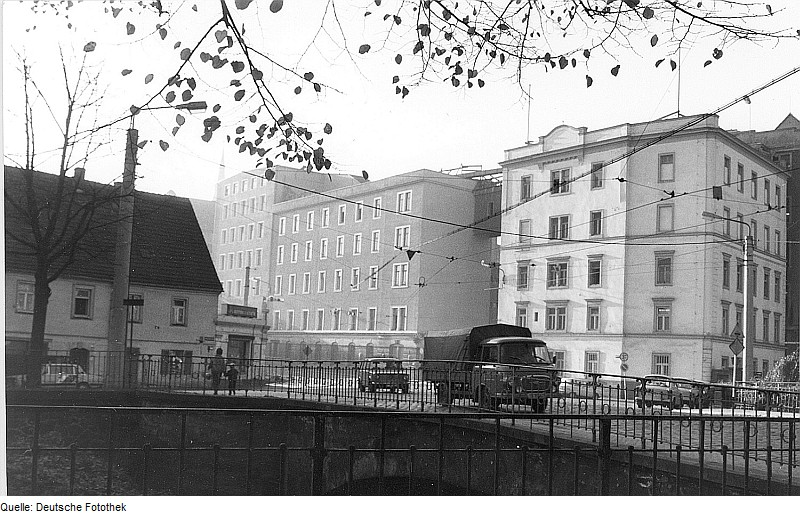
Kopfbau und Bürogebäude der Bienertmühle an der Straße Altplauen von der Weißeritzbücke her gesehen (1986)

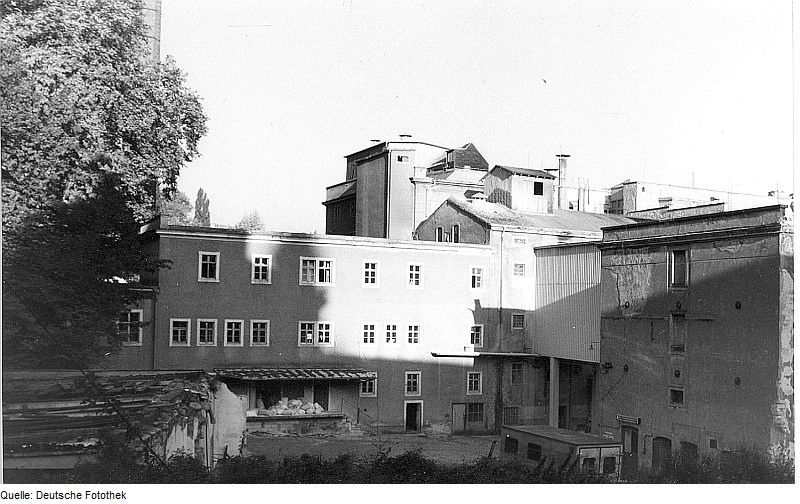
Blick auf das Innere der Bienertmühle vom S-Bahn-Haltepunkt Dresden-Plauen (1986) nach Abriss des Bahnsilos. Mittelgrund Maschinen- und Werkstatthaus, links halb verdeckt der noch existierende Schornstein, rechts der südliche Giebel des alten Hofspeichers

Am 8. Mai 1945 zog die Rote Armee in Dresden ein und übernahm den Schutz der Hofmühle, der erwähnte Ingenieur W. Arndt wurde als Betriebsleiter eingesetzt und organisierte die Wiederaufnahme des Betriebes. Allerdings dienten Mühle und Bäckerei ab diesem Zeitpunkt zunächst vornehmlich der Versorgung der sowjetischen Besatzungsmacht. Hierfür wurde Getreide aus der Sowjetunion angeliefert. Für die normale Bevölkerung wurde – auch mit provisorischen Einrichtungen – zunächst vor allem Schälmüllerei betrieben, das heißt die Verarbeitung von Gerste zu Graupen und Grütze sowie die von Gerste und Hafer zu Flocken. Dies änderte sich ab 1948, als erstmals Weizen aus der Sowjetunion zur Verarbeitung für die Bevölkerung angeliefert wurde.
Trotz seiner bekannten antinazistischen Haltung war Friedrich Bienert im April 1945 mit seiner Frau über die Tschechoslowakei nach Regensburg hinter die amerikanischen Linien geflohen. Anders Franz Herschel: Er blieb in Dresden und wurde am 15. Juli 1945 als NS-Wirtschaftsführer verhaftet. Er starb auf einem Häftlingstransport nach Moskau an einem unbekannten Ort. Im Jahr 1946 wurde Friedrich Bienert wegen „nachweislich antifaschistischer Grundhaltung … sowie fördernder Mitgliedschaft in der ‚Roten Hilfe‘“ als Opponent des NS-Regimes eingestuft und kehrte auf mehrere Bitten hin im November 1946 nach Dresden zurück. Er wohnte in einem Teil der Bienertvilla in der Hofmühle, in der auch ein Proben- und Konzertraum für seine zweite Frau, die Konzertpianistin Branka Musulin, eingerichtet wurde. Die Zwangsverwaltung der Mühlen wurde allerdings erst im November 1948 aufgehoben und die beiden Mühlen sowie die Brotfabrik wurden an ihn bzw. die Familie zurückgegeben. Allerdings dürfte ihm relativ bald nach Gründung der DDR klar geworden sein, dass unter deren wirtschaftspolitischem Kurs auf Dauer eine private Führung der Mühlen unmöglich sein würde. Im Jahr 1952 floh Friedrich Bienert endgültig nach Westberlin, wo er bis zu seinem Tod 1969 in bescheidenen Verhältnissen lebte.
Nach Bienerts Flucht wurden die Mühlen zunächst treuhänderisch übernommen, aber am 1. Mai 1958 der Bienert-Betrieb in einen Betrieb mit staatlicher Beteiligung, die „BSB T. Bienert Mühlen und Brotfabrik“ umgewandelt. Die Vermögensverteilung stellte sich 1963 wie folgt dar:
- Staatlicher Gesellschafter: 13,4 %,
- privat und treuhänderisch: 86,6 %, davon:
  - Ve-Anteil, früher Theodor Bienert: 1/6 („Ve“ ist hier „volkseigener“),
  - Ida Bienert: 1/4,
  - Ve-Anteil, früher Friedrich Bienert: 1/12,
  - M. L. Seidler: 1/12,
  - Dr. W. Ruppé: 1/24,
  - Margret Ruppé: 1/24,
  - Dr. G. Schreiner: 1/6,
  - Esther Herschel: 1/6.[74]

Bis zur Verstaatlichung erhöhte sich durch Investitionen der staatliche Anteil an den Bienertschen Mühlen über 58,3 % (1967) auf 72,3 % (Schlussbilanz zum 23. April 1972). Die Gewinne der privaten Eigentümer, die in der Bundesrepublik lebten, wurden auf Sperrkonten eingezahlt, blieben also in der DDR. Auf den Tag genau 100 Jahre nach dem Kauf der Hofmühle durch Traugott Bienert enteignete die DDR zum 1. Mai 1972 die Familie Bienert und überführte den gesamten Betrieb in Volkseigentum. Dieser firmierte nunmehr als „VEB Dresdner Mühlen- und Brotwerke“.
Im Jahr 1975 strukturierte der Staat die Betriebsorganisationen neu. Der „VEB Dresdner Mühlen- und Brotwerke“ (also der gesamte Bienertsche Betrieb einschließlich der Hafenmühle) wurde aufgespalten: Die Bienertsche Brotfabrik in Plauen kam zum „VE Backwarenkombinat Dresden“, die Bienertmühle wurde nunmehr als „VEB Dresdner Mühlenwerke, Betriebsteil I“ geführt, die Bienertsche Hafenmühle als „VEB Dresdner Mühlenwerke, Betriebsteil II“. Der bisherige „VEB Dresdner Mühlenwerke“, der 1951 durch Verstaatlichung der „König-Friedrich-August-Mühlenwerke AG“ (1946 umbenannt in „Dölzschner Mühlenwerke AG“) entstanden war, firmierte neu unter Angliederung von Mühlen in Freital, Heidenau, Niesky und Meißen als „VEB Dresdner Mühlenwerke, Betriebsteil III“.
Nach Übernahme in Volkseigentum wurde die erste der vier Brotbacklinien in der Brotfabrik ausgebaut und ersetzt, später kam eine fünfte hinzu, wie im Verlauf der Jahre die gesamten Produktionseinrichtungen erneuert wurden. Bei einem Drei-Schicht-Betrieb wurde 24 Stunden täglich gebacken, also wie vor Einführung des Nachtbackverbotes 1915. Im Jahr 1989 betrug die Produktion etwa 80 bis 85 Tonnen pro Tag (gegenüber etwa 45 Tonnen pro Tag 1918).
Anhand von Fotos ist dokumentiert, dass das Bahnsilo der Bienertmühle von 1928 nach 1945 ersatzlos abgerissen wurde.
1988 kam es zu einer Staubverpuffung in der Mühle, die zu einem relativ schnell gelöschten Brand an der aus den 1930er Jahren stammenden Mühlentechnik führte. Die Mühle wurde anschließend außer Betrieb genommen. Ob sie bis 1990, dem Eigentumsübergang an die Treuhand, überhaupt wieder in Betrieb ging, oder ob auf diese Weise der Jahrhunderte alte Mühlenbetrieb bereits zu DDR-Zeiten beendet wurde, kann derzeit nicht belegt werden.

## Abwicklung und Neuentwicklung seit 1990

### 1990–2002
Nach der Wende erfolgte 1990 die Umwandlung der beiden Bienertschen Mühlen, gemeinsam mit der Freitaler Egermühle, durch die Treuhand in die „Dresdener Mühlen GmbH“. Bei den letztlich erfolgreichen Verhandlungen mit den Plange-Mühlen und der Wilh. Werhahn KG als deren Besitzer stellte sich heraus, dass lediglich die Bienertsche Hafenmühle als Mühlenstandort erhalten werden kann. Die 1988 durch einen Brand geschädigte, und inzwischen marode Bienertmühle schloss die Treuhand 1990 endgültig und beendete damit die Mühlengeschichte an diesem Standort nach über 600 Jahren.
Das „Backwarenkombinat“ wurde 1990 ebenfalls in Einzelbetriebe zerlegt: Die Betriebe des Kombinates in Dresden, die Bienertsche Brotfabrik und den Betrieb in Pirna wandelte die Treuhand in die „Dresdner Brot- und Konditoreiwaren GmbH“ um. Im Jahr 1992 firmierte sie das Unternehmen in „Dresdner Brot- und Konditoreiwaren GmbH & Co. Betriebs KG“ um, welches Lieken Urkorn aus Achim als „frisch Back Dresden GmbH“ mit Sitz in Altplauen kaufte. Jedoch wurden kurz nach dieser Übernahme durch die Firma Lieken alle Betriebsteile geschlossen, so auch die Bienertsche Brotfabrik (und damit auch den Firmensitz von „frisch back“), zum Teil abgerissen und die Beschäftigten entlassen.
Dem markanten Mühlenkomplex drohte in den 1990er-Jahren ein umfassender Abriss. Ein Münchner Investor hatte das Ensemble erworben und plante großzügige Neubauten. Die heute denkmalgeschützte Mühle sowie die Bienert-Villa sollten beräumt werden. Auch wegen der Restitutionsforderungen der Bienert-Erben kam es dazu aber nicht.

### Gegenwart

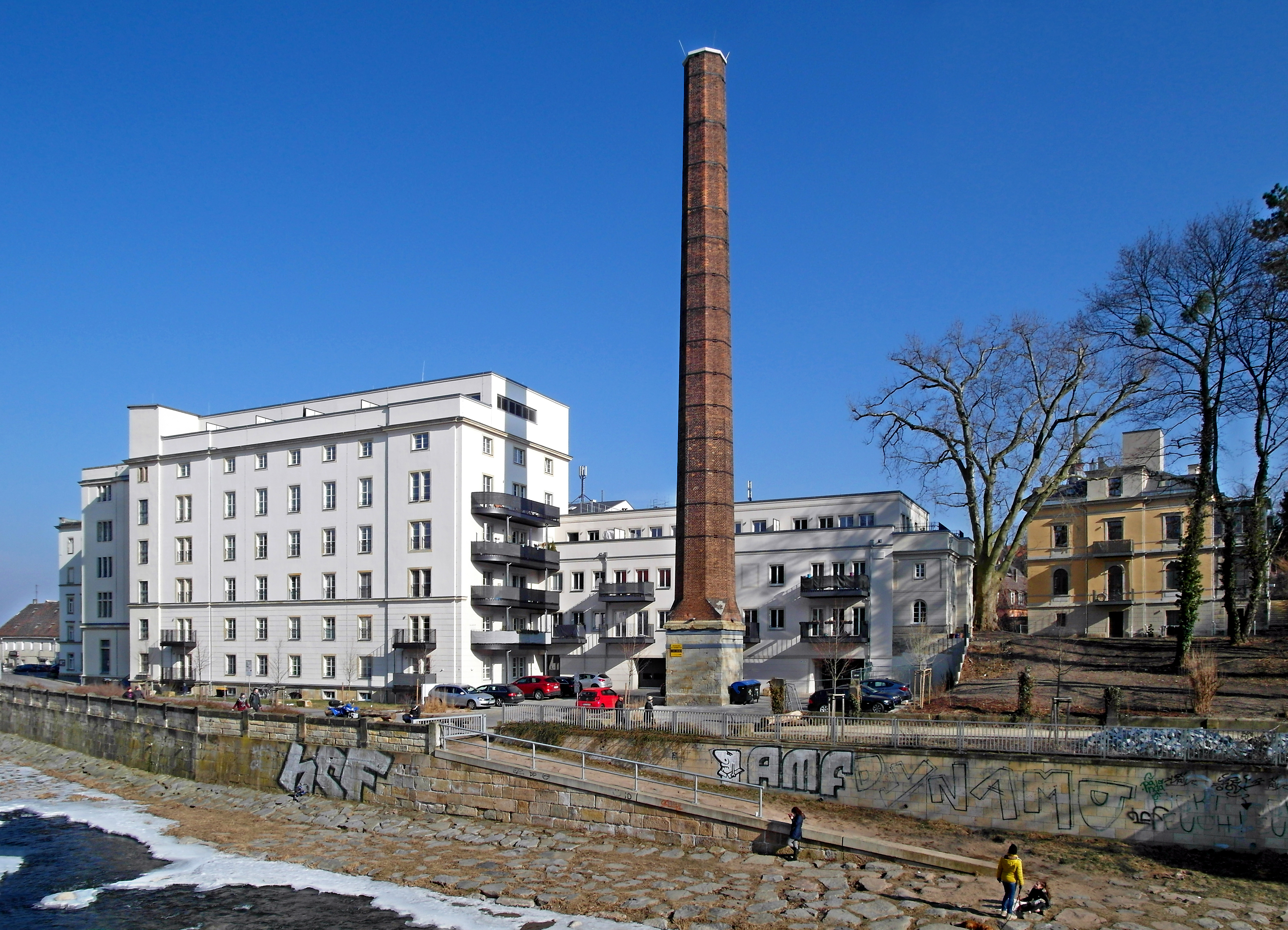
Hofmühle/Bienertmühle mit Bienert-Villa 2018

Über verschiedene Zwischenwege gelang es, eine Stiftung als Eigentümer einzutragen. Nach der Weißeritzflut 2002 begann dann die Rettung für das heute denkmalgeschützte Gesamtensemble, dessen Ende der Sanierung für 2018 mit den letzten Arbeiten avisiert wurde, Restarbeiten zogen sich dann noch bis 2020 hin.
Im 1878 errichteten Kopfbau des Mühlenkomplexes an der Straße Altplauen eröffnete 2006 das Museum Hofmühle eine Schau zur Geschichte der Bienertmühle und des Ortes Plauen sowie einen kleinen Mühlenladen im ehemaligen Werksverkauf mit einem Café. Außerdem ist seitdem hier eine Ausstellung historischer Schokoladenformen der Plauener Firma Anton Reiche sowie zum Leben der Tanzpädagogin Gret Palucca, von 1924 bis 1930 Ehefrau Friedrich Bienerts, zu sehen. Ebenfalls befindet sich hier noch die erhaltene Mühlentechnik aus den 1930er Jahren. In den weiteren Räumen finden regelmäßig Wechselausstellungen und Veranstaltungen statt.

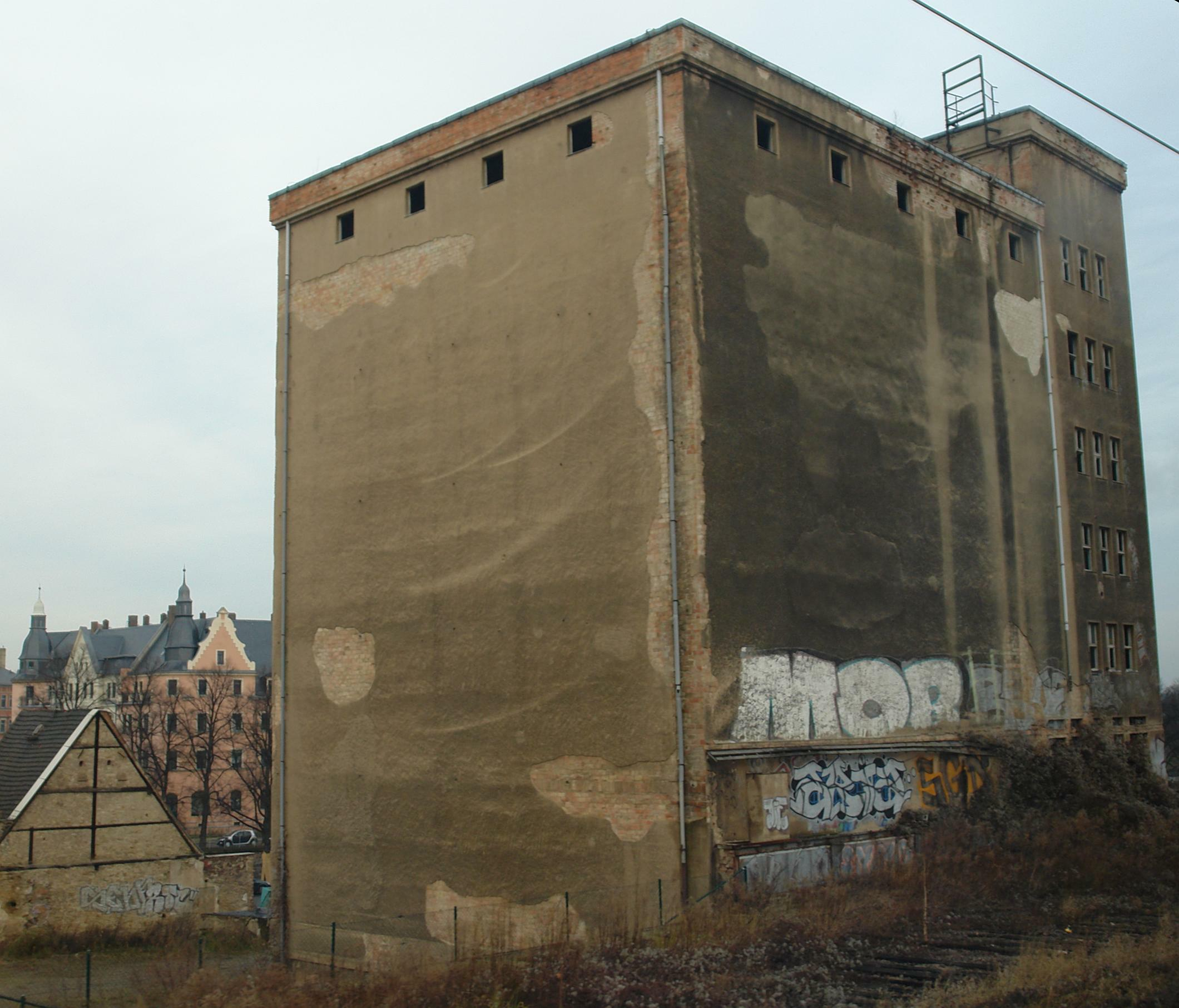
Speicher der Bienertmühle (2009), 2010 abgerissen, 2012 letzte Reste beseitigt.
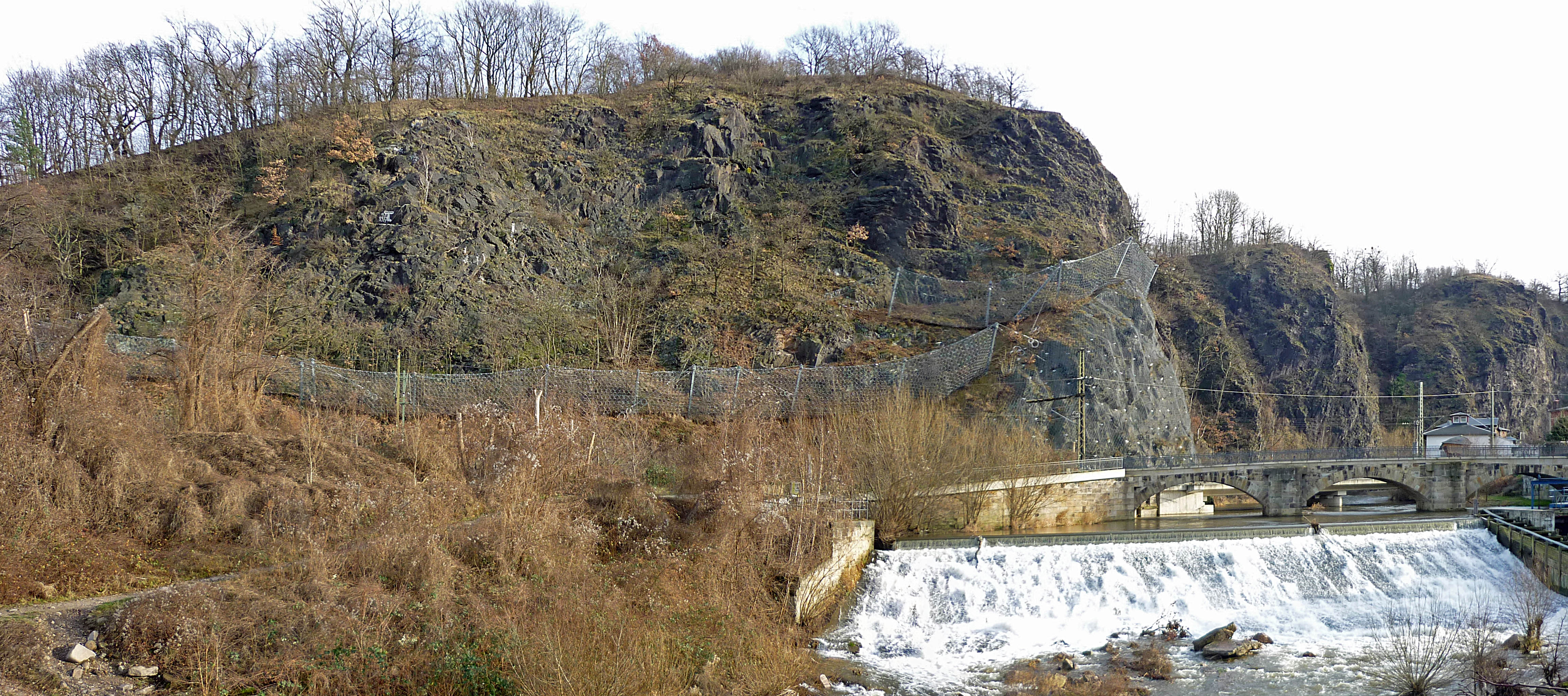
Das Wehr der Bienertmühle (Bienertwehr, 2015)
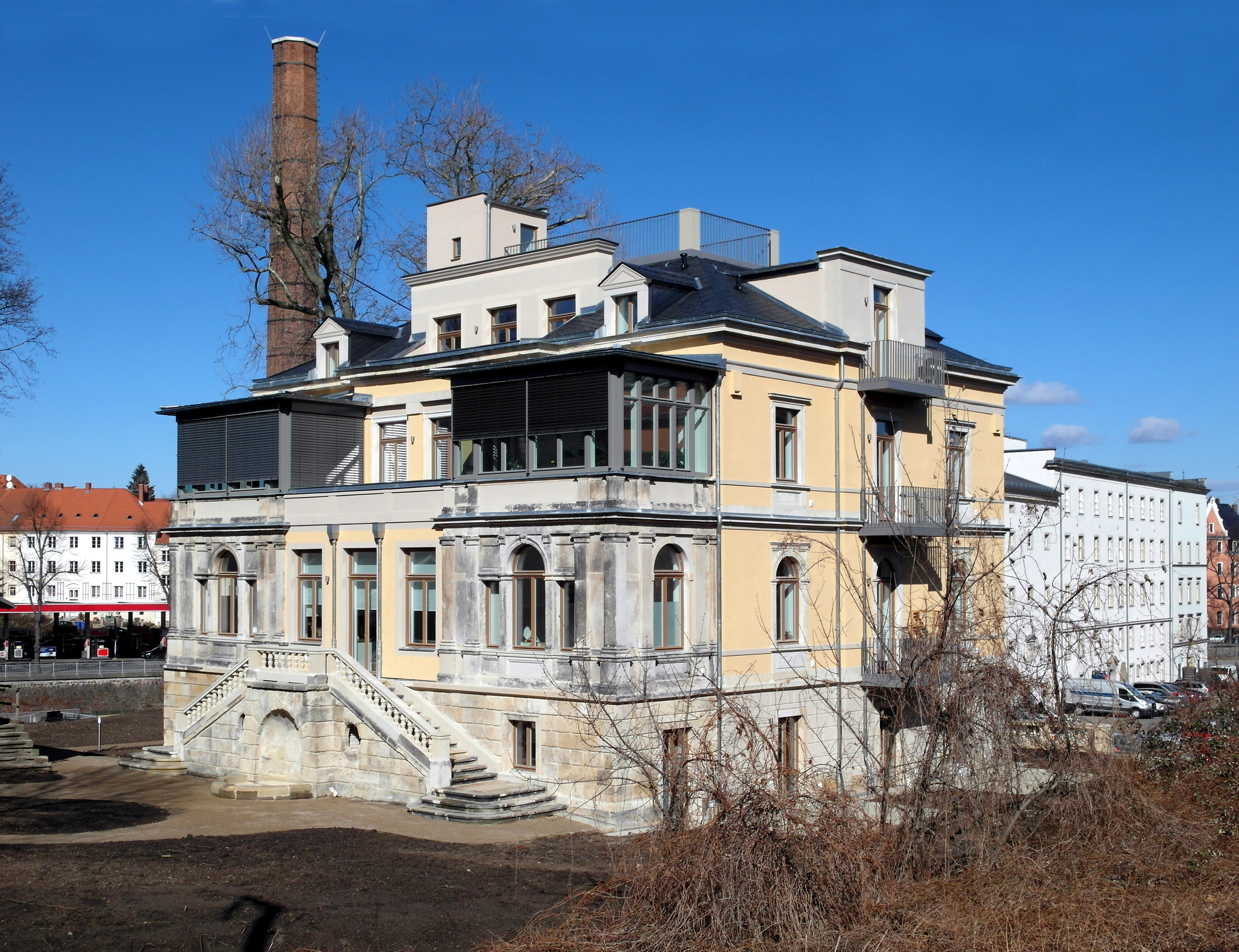
Die sanierte Bienert-Villa von Südosten aus gesehen (2018)
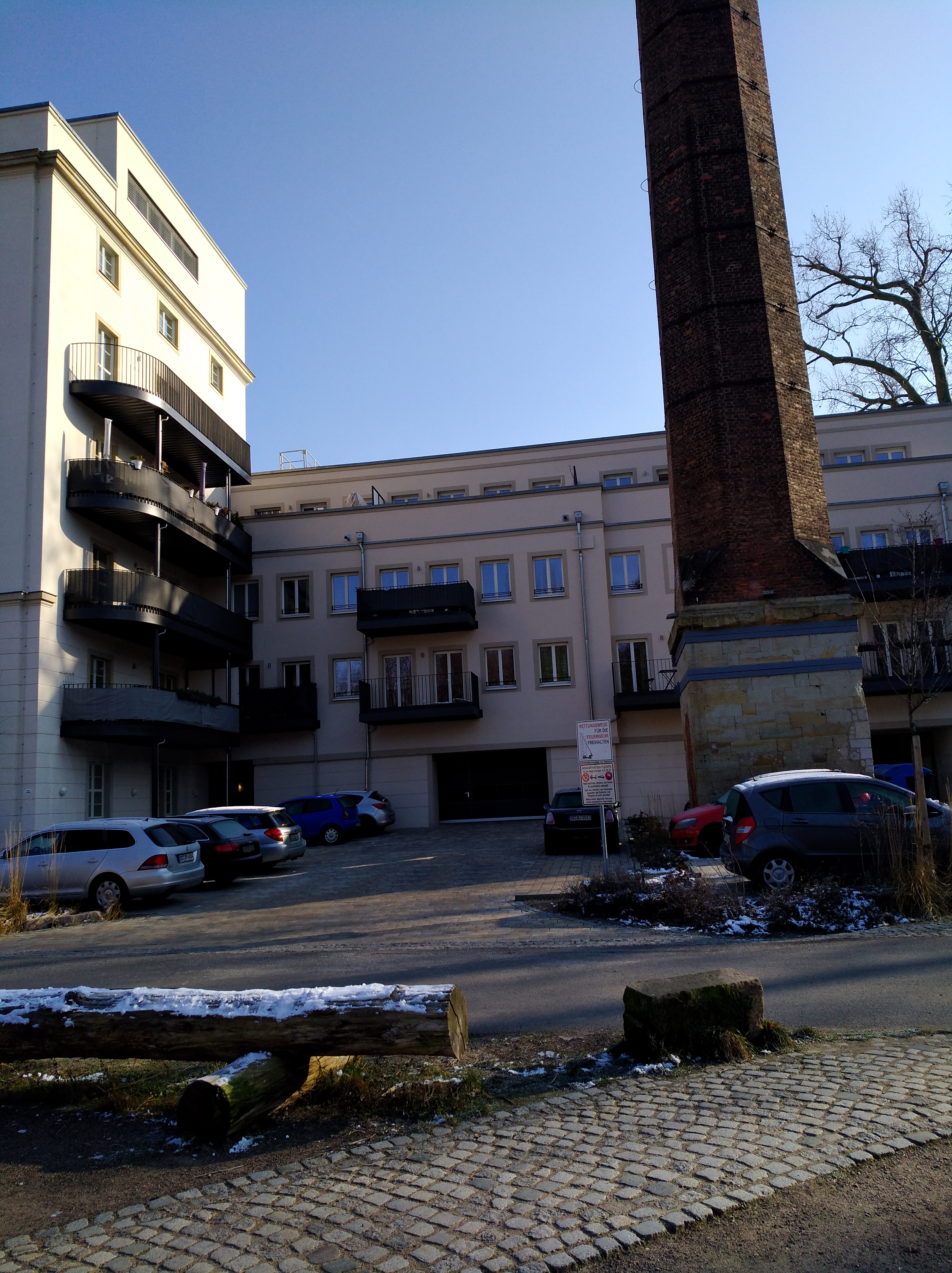
Sanierte und umgebaute Bienertmühle mit Lofts von Westen (2018)
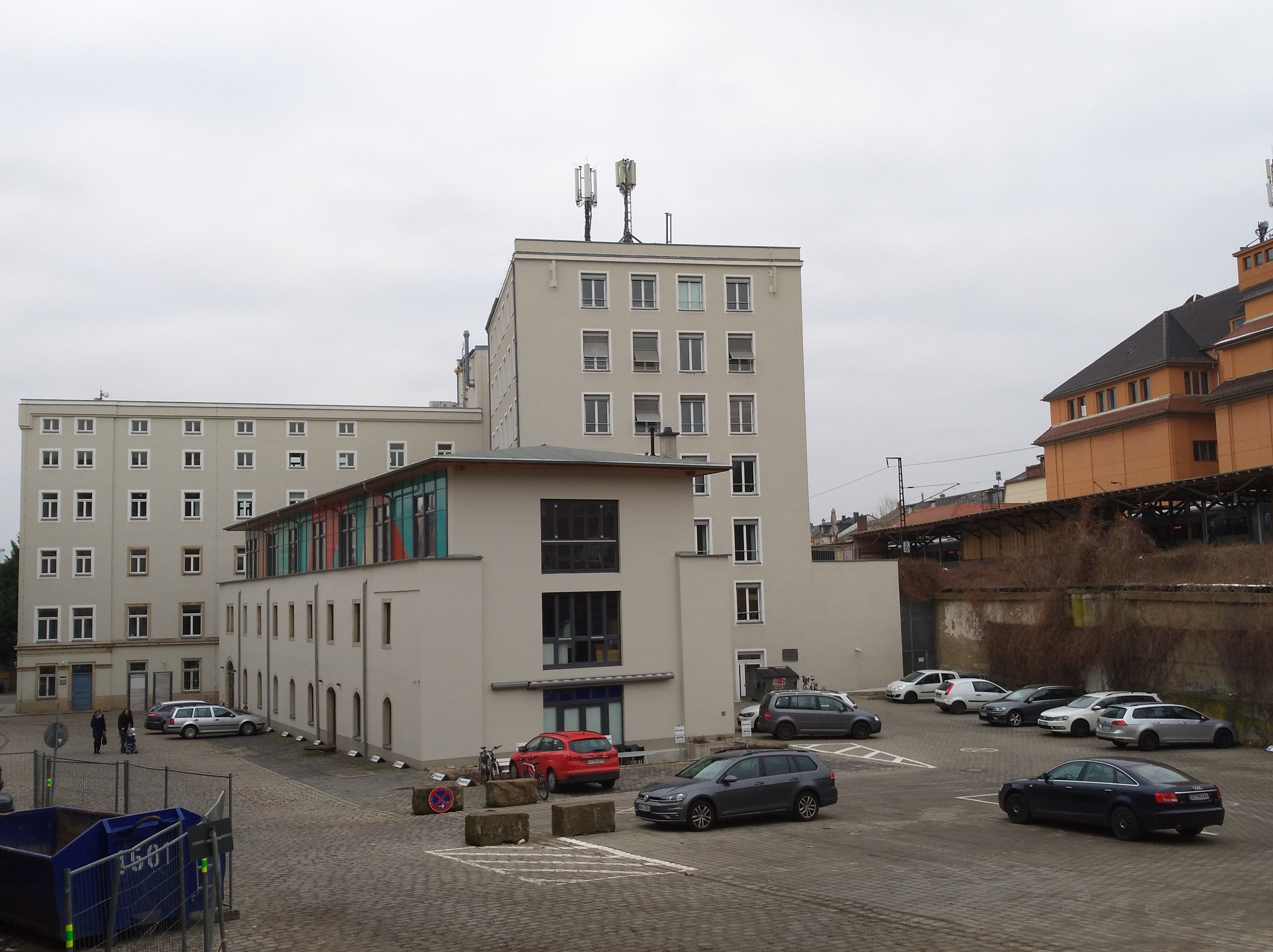
Der alte Hofspeicher, entkernt, oberste drei Etagen abgetragen und Staffelgeschoss neu aufgesetzt (2018)

Von Ende 2010 bis Frühjahr 2012 erfolgte der Abriss des 1938/1939 erbauten früheren Getreidespeichers nördlich der Straße Altplauen, eine Nutzung als Trainingsobjekt für eine Kletterschule konnte nach Vorarbeiten nicht umgesetzt werden. Auch andere Nutzungsideen scheiterten, letztlich auch am hohen Sanierungsbedarf des Gebäudes.
Im genannten Kopfbau von 1878, dem alten Hofspeicher (dessen Obergeschosse teilweise abgerissen und durch einen neuen Aufbau ersetzt wurden), der ehemaligen Roggenmühle und dem ehemaligen Mühlenmagazin wurden ab 2006 bis 2018 etwa 30 Unternehmen ansässig, darunter ein Bioladen, Dienstleister, Ingenieurbüros, Architekten, Kreativgewerbe, aber auch eine Modellwerkstatt, eine Tanzschule und ein Yogastudio.
Ursprünglich war geplant, nur die Gebäudeteile der Mühle mit Fenstern zur Weißeritz als Wohnungen auszubauen, auf Grund der Nachfrage wurde dieses Vorhaben aber geändert: Knapp 60 Wohnungen in unterschiedlichen Lagen sind seit 2012 am Standort entstanden: Die ersten neuen Bewohner zogen in das alte Maschinenhaus ein. Anschließend wurden die angrenzende Neue Weizenmühle und das Heizhaus ausgebaut. Zudem entstanden im Werkstatthaus zum Hof hin (ehemalige „Sackreinigung“) in zwei Etagen Wohnungen, die 2020 bezugsfertig waren. Die Bienertvilla wurde seit 2015 ebenfalls aufwendig saniert und Ende 2017 als Gebäude fertiggestellt. In dem denkmalgeschützten Haus entstanden durch eine Dresdner Immobilienfirma zehn Wohnungen, anstelle der Uhr im Giebel befindet sich allerdings jetzt ein Rundfenster. Während allerdings die historische Bienert-Villa trotz ihrer repräsentativen Ausgestaltung sich architektonisch seit ihrer Errichtung als Teil des Industriestandortes begriff, ist die Neuentwicklung ab 2015 als schlossähnlich überhöht zu bezeichnen.
Der Mühlgraben wurde nach der Weißeritzflut von 2002 endgültig stillgelegt und dessen Mundloch unterhalb der Brücke Altplauen, die inzwischen neu errichtet wurde, verschlossen, gleiches gilt für den Einlauf am Bienertmühlenwehr unterhalb der Hegereiterbrücke. Im Bereich des Bienertgartens ist er trocken gefallen erhalten geblieben.
Der Bienertgarten wiederum ging an den Naturschutzbund Deutschland und ist im Rahmen eines Bienertweges wieder teilweise öffentlich zugänglich. Verschiedene Fledermausarten besiedeln die sogenannte „Lusthöhle“ (eine künstliche Grotte), unter anderem die auf der Roten Liste gefährdeter Arten stehende Mopsfledermaus. Auch Wasseramsel und Eisvogel haben in diesem Bereich inzwischen Reviere.
In einem Zeitungsartikel vom 17./18. Februar 2018 bilanziert die Autorin Annechristin Bonß in ihrem Artikel Das dritte Leben der Bienertmühle beginnt zum Stand der Sanierung und zur Bekanntheit des Standortes:
„Wer zur Bienertmühle will, der braucht im Taxi keine Adresse nennen.“